# Agrigento régészeti lelőhelyei
Agrigento régészeti lelőhelyei (népszerűbb nevén Templomok völgye, olaszul: Valle dei Templi), amely a mai Agrigento város magjától délre fekvő, tíz ókori görög templomot megőrző területről kapta a nevét, Szicília leglátványosabb archeológiai örökségéhez tartozik. Mindenekelőtt Akragasz (latinul: Agrigentum) maradványait mutatja be, ami az antik görög gyarmatok legjelentősebb településeinek egyike.
A „Templomok völgye” elnevezés a görög templomokra utal, melyek az akkori görög város nagyságáról, hatalmáról és kulturális virágzásának kiteljesedéséről adnak képet, és amelyek közül sok igen jó állapotban fennmaradt. Bár Akragaszt csak Kr. e. 582-ben, a görög gyarmatosítás második hulláma során alapították, hamarosan – elsősorban a Himérai csata során a Karthágó feletti győzelem révén – Szürakuszai után a második legfontosabb görög polisszá vált Szicíliában. Ennek a városnak a jelentőségét mutatja – többek közt – egy sor monumentális templomrom a déli városfal mentén fekvő magaslaton. Ezt a részt a régészet nyelvén a „Templomok dombja” (olaszul: Collina dei Templi) elnevezéssel illetik, a köznyelv azonban egyszerűen a „Templomok völgye” nevet használja, mivel a mai városból lenézve (ami az egykori akropoliszon létesült) a templomok tényleg egy völgy peremén állnak. Ez ma az általánosan ismert neve a várostól délre fekvő Agrigento régészeti lelőhelyeinek is, amely az antik görög kultúra iránt érdeklődők szentélye, elsősorban a templomok maradványai miatt, melyek közül kiemelkedik a Concordia-templom, ami az egyik legjobb állapotban fennmaradt antik görög templomrom. A 18. század közepe óta tartó dél-olaszországi utazások kedvelt célpontja. Ideutazásának élményeit Goethe is leírta az Utazás Itáliában című művében.
1997-ben az UNESCO Agrigentói régészeti lelőhelyeit a világörökség részévé nyilvánította azzal az indokkal, hogy

„Akragasz az ókor egyik legnagyobb városa volt a Földközi-tenger térségének és szokatlanul jó állapotban maradt ránk. A dór templomoknak e nagyszerű sorozata a görög műemlékek és kultúra hírnökei”

## Fekvése

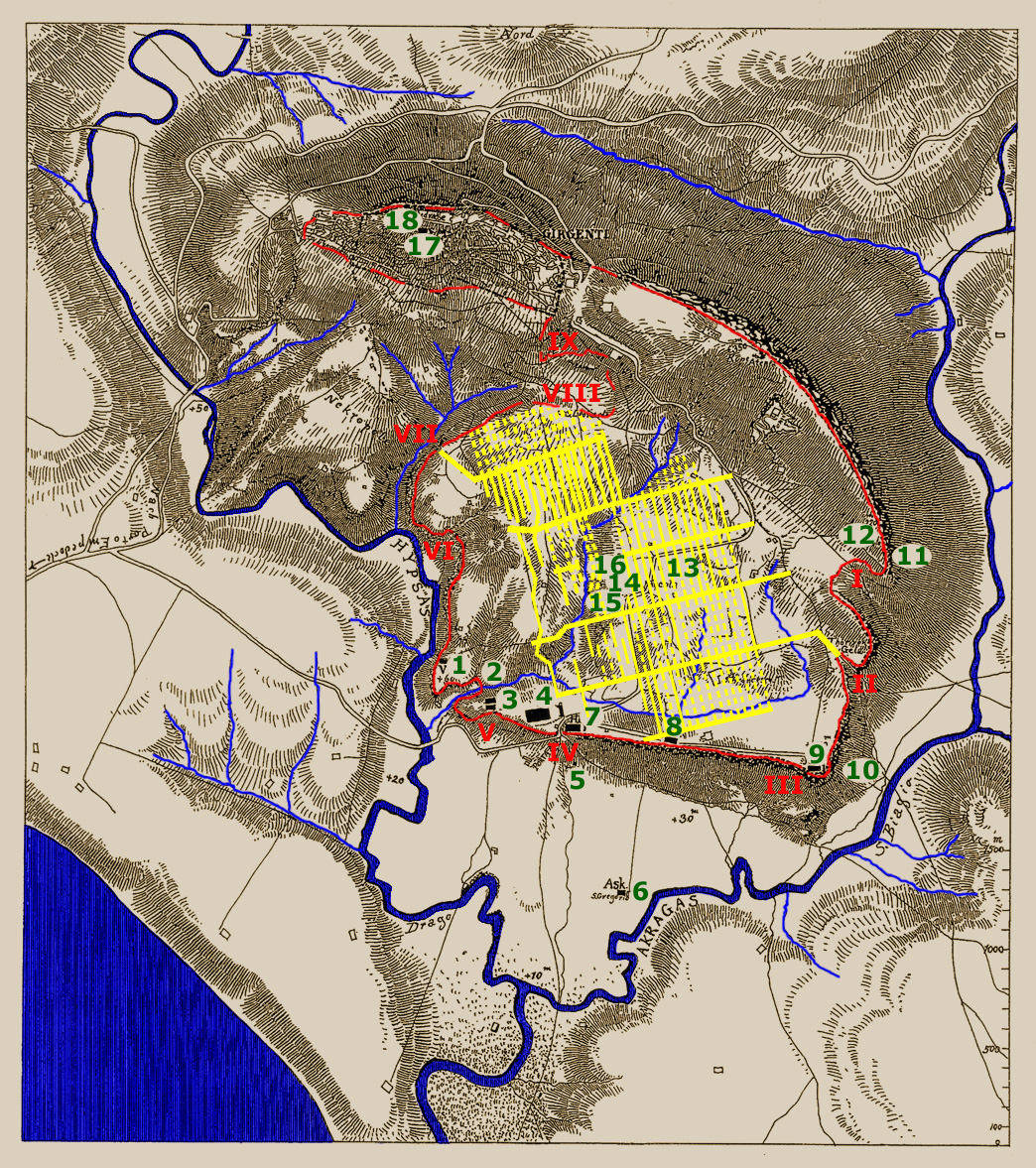
Robert Koldewey térképe

Akragasz városát egy mészkőalapú fennsíkon alapították Szicília délnyugati tengerpartjának közepén, attól néhány kilométerre a szárazföld belseje felé. A fennsíkot három oldalról meredek lejtő határolja, ami jó lehetőséget adott a védekezésre. A platótól keletre a San Biagio (akkori nevén Akragasz) folyó, míg nyugatra a Sant’Anna (Hypsas) folyó övezi a területet. E két folyó egyesül a platótól délre a mai Akragasz-folyóban, hogy azután vizük a mintegy 4 km távolságban lévő tengerbe ömöljön.
A plató megközelítőleg négyszög alakú, kiterjedése 2,2 × 1,6 km. Nem sík a felülete, hanem egyfajta medencét alkot kelet-nyugati irányban elnyúlva. Északon és északkeleten a platót az Athéné-szikla (Rupe Atenea) határolja. Északnyugaton a platóhoz még a hosszan elnyúló Girgenti-dombság csatlakozik, melyen az archaikus időkben akropolisz állt és amelyen ma Agrigento történelmi városmagva van. Délen a platót alacsony dombhát határolja, annak szélén építették a templomsort.

## Történelme

### Archaikus kor
Akragasz a jelentősebb görög városok közt a legfiatalabb Szicíliában. Kr. e. 582 körül Arisztonosz és Püsztillosz oikisztészek irányításával Gelából és Rodoszból ide települtek alapították. Feltételezik, hogy a terület már előbb Gela befolyása alá került és a tengerparton volt egy emporion, mert különben Megara Hüblaia telepeseinek nem kellett volna nyugat felé ennyire messze vonulniuk a lényegesen régebbi Szelinunt alapítása érdekében.

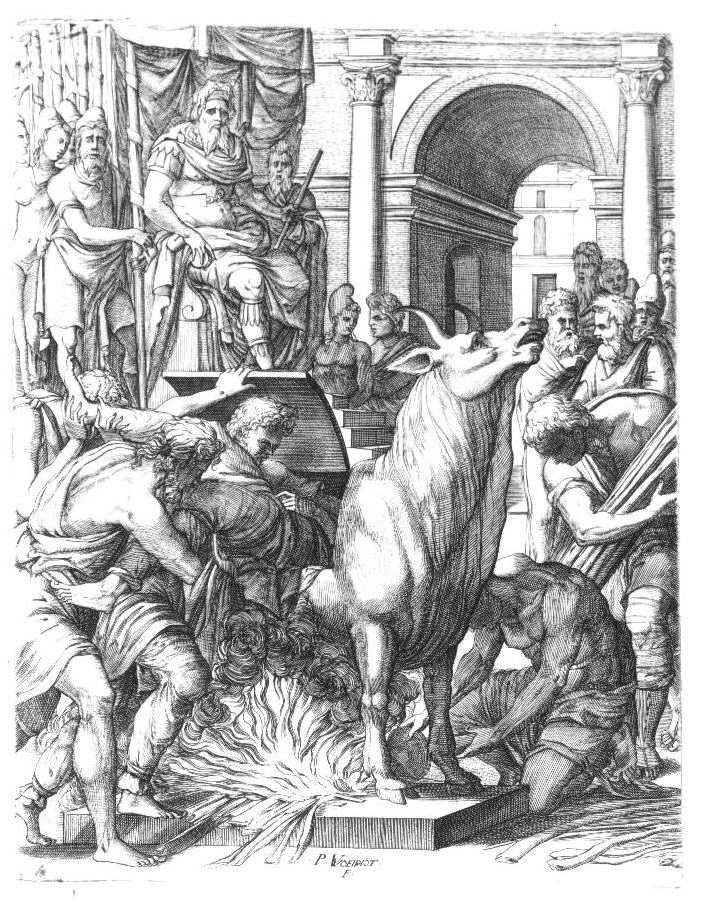
Fálarisz, Akragasz első türannosza (rézkarc a 16. századból)

Röviddel a városalapítást követően Fálarisz ragadhatta magához a hatalmat. A templom építésére szánt pénzre rátette a kezét, ebből zsoldosokat bérelt fel és államcsínyt hajtott végre, amellyel a város egyeduralkodójává (türannoszává) vált. Kr. e. 570-től kb. 555-ig uralkodott. Hírhedt volt a kegyetlenségéről. Hatalmát messze a sziget belsejéig sikerült kiterjesztenie. Feltételezhető, hogy már az ő uralma alatt felhúzták Akragasz masszív várfalát. Ez lényegében a plató vonalát követi, de magába foglalja a Girgenti-dombot is. Hossza 12 km és az általa körbezárt terület 4,5 km². Kilenc kapu vezetett a városba, amelyek vagy a földfelszín természetes mélyedéseit vagy egy-egy kisebb völgyet használtak ki, s helyenként tornyok is védték őket. A főkapun (IV. sz.), amely a déli várfalban nyílt és a római időkben a Porta Aurea nevet viselte, lehetett eljutni a kikötőbe, az I. sz. kapun át pedig Gelába.
A Girgenti-dombtól az Athéné-szikláig elnyúló akropoliszon a Kr. e. 6. század során Zeusznak és a Kr. e. 5. század kezdetén Pallasz Athénénak építettek templomot. A 6. század vége táján épült meg a Héraklész-templom is a déli városfal közelében, a Porta Aureától keletre.
Az akropolisz és a déli városfal közti medencében kifejlődött a város, melynek hat főutcája (plateiai) volt kelet-nyugat irányban és számos mellékutcája (sztenopoi) rájuk merőlegesen. Az így létrejött hosszúkás lakótömbök észak-déli irányban húzódtak.
A városfalon kívül voltak a szántóföldek, amelyeket erődök védtek a támadások ellen. A város jólétét ui. búzaföldek, olaj- és mandulafák, valamint a juhtenyésztés biztosították.
Teron lett Kr. e. 488-ban a város türannosza, aki a hatalmában lévő területet tovább bővítve Akragaszt Szürakuszai után Szicília második legfontosabb városává tette. 483-ban elűzte Himéra uralkodóját, Terilloszt és a városra kiterjesztette a hatalmát. Terillosz a karthágóiak segítségét kérte, de ezek a himérai csatában Terontól és vejétől, Gelontól, Szürakuszai türannoszától megsemmisítő vereséget szenvedtek.

### Klasszikus kor

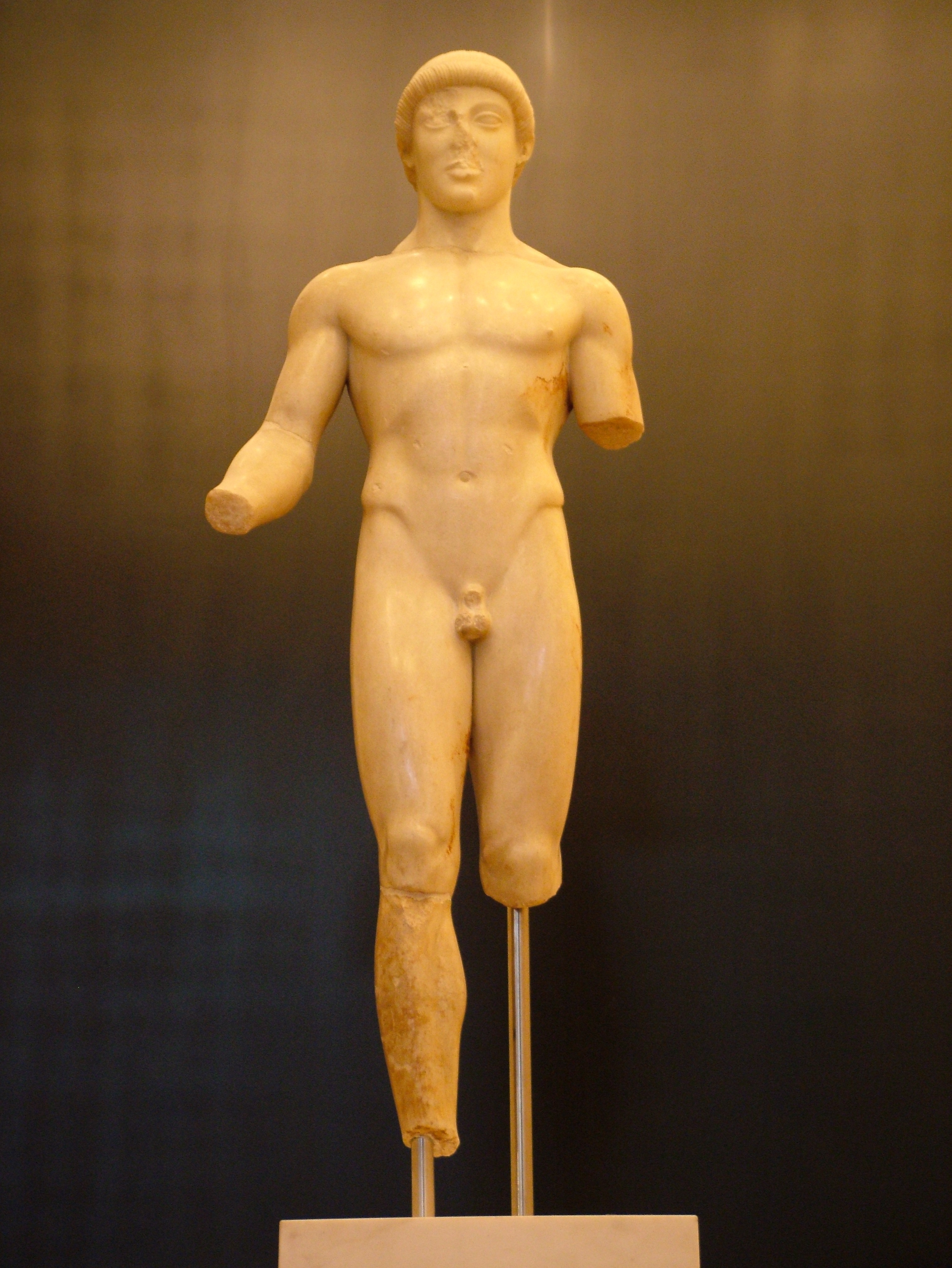
Ephébosz szobor (Kr. e. 480–470), Agrigento régészeti múzeuma

Akragasz gazdagságát jelentősen növelte a Himera melletti csatában szerzett hadizsákmány, a rabszolgákká tett hadifoglyok munkája és a Karthágó által fizetett jóvátétel. Ez megmutatkozott a megindított építkezéseken is. Teron a déli városfalnál, a Porta Aureától nyugatra óriási templom építtetésébe kezdett az olümpiai Zeusz tiszteletére. Pindarosz, Teron udvarában időzve, Akragaszt a „halandó városok legszebbikének” nevezte.
Teron halála és fiának Traszüdaiosznak elűzése után Akragasz államformája demokráciává vált. A kultúra virágzása az egész Kr. e. 5. századra jellemző. A város gazdagságának forrását ebben a korszakban lényegében a kereskedelem adta. E század második felében épült fel a legtöbb templom a déli városfalnál. Ezek a tengerről érkező látogatóknak a város gazdagságának impozáns képét adták. Az akragaszi filozófus, Empedoklész ez idő tájt írta, hogy az akragasziak úgy élvezik a luxust, mintha már holnap meg kellene halniuk, de olyan építményeket hoznak létre eközben, mintha örökké élnének.
Segesta Karthágót hívta segítségül Kr. e. 409-ben, az pedig hatalmas offenzívát indított Szicília görög városai ellen. Ennek során Kr. e. 406-ban Akragaszt is lerombolták. A karthágóiak és I. Dionüsziosz, Szürakuszai türannosza közt még ebben az évben létrejött a békekötés, melynek következtében Akragasz lakói ismét visszatérhettek városukba, de azt nem erődíthették meg újra és hadisarcot kellett fizetniük Karthágónak. Ennek folytán Akragasz jelentéktelen faluvá zsugorodott. Bár a várost később ismét felépítették, egykori fényét többé soha nem érhette el.

### Hellenisztikus kor

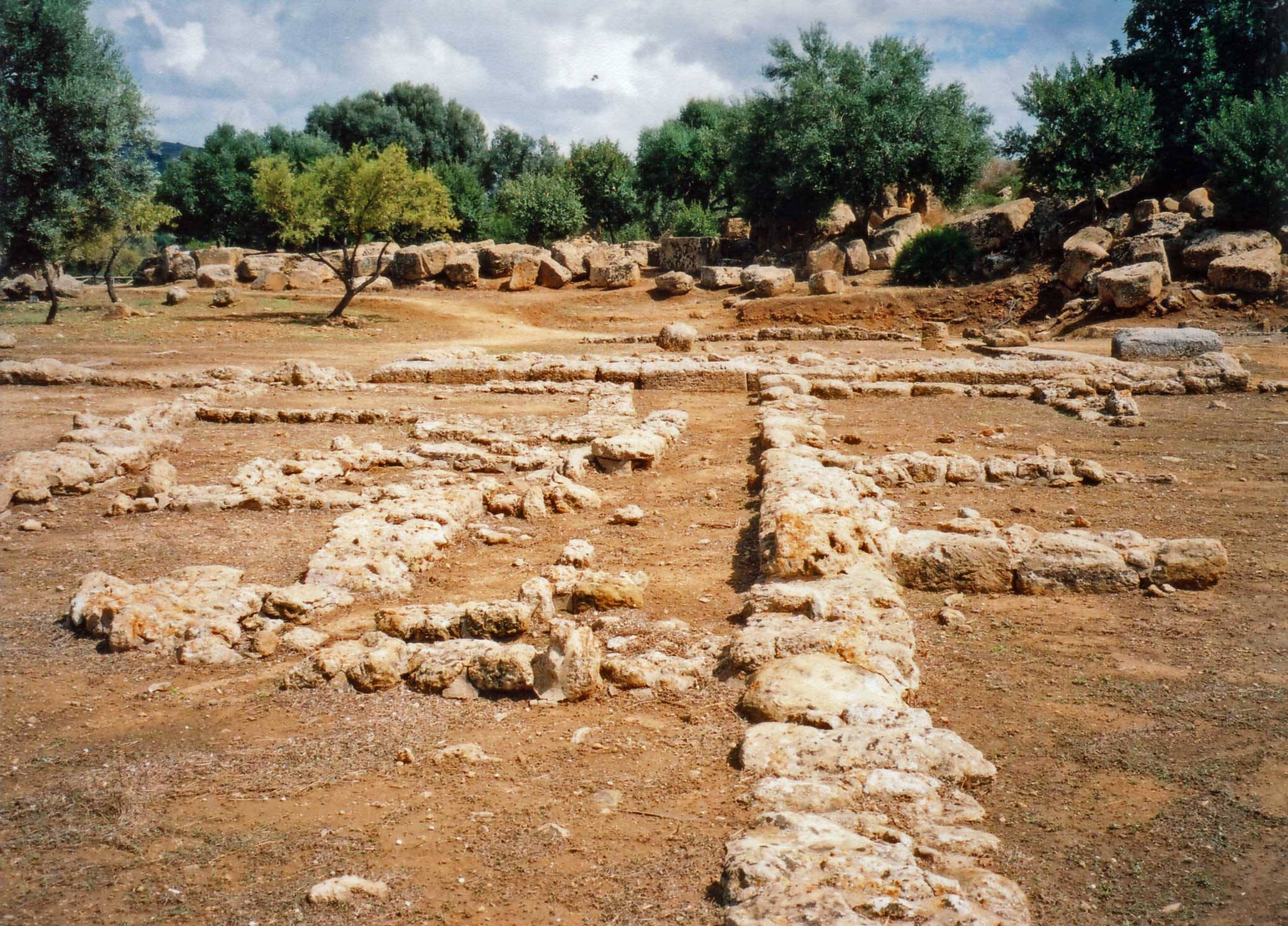
Hellenisztikus lakónegyed

Timoleon Kr. e. 340-ben legyőzte a Krimiszoszi csatában a karthágóiakat és visszaszorította őket Szicília nyugati részébe. Ezután új telepeseket hozott Akragaszba, hogy így a várost ismét életképes polisszá tegye. A régi házak alapzatán felépítették az újakat. Ezzel a már létező hippodámoszi rendszert megőrizték.
A Kr. e. 3. században Phintiasz (289–279 közt) türannosz hatalma alá került Gela is, amelyből Akragasz városa származott. Phintiasz leromboltatta Gelát és lakóit a mai Licata területén telepítette le.
Az első pun háború alatt Akragaszt Kr. e. 261-ben a rómaiak is elpusztították, lakóit rabszolgaként eladták. Kr. e. 255-ben a karthágóiak visszafoglalták Akragaszt, ami azonban még további rombolást okozott. Kr. e. 210-ben végleg római uralom alá került a város, és adó fizetésére kötelezett civitas lett belőle.

### Róma uralma alatt

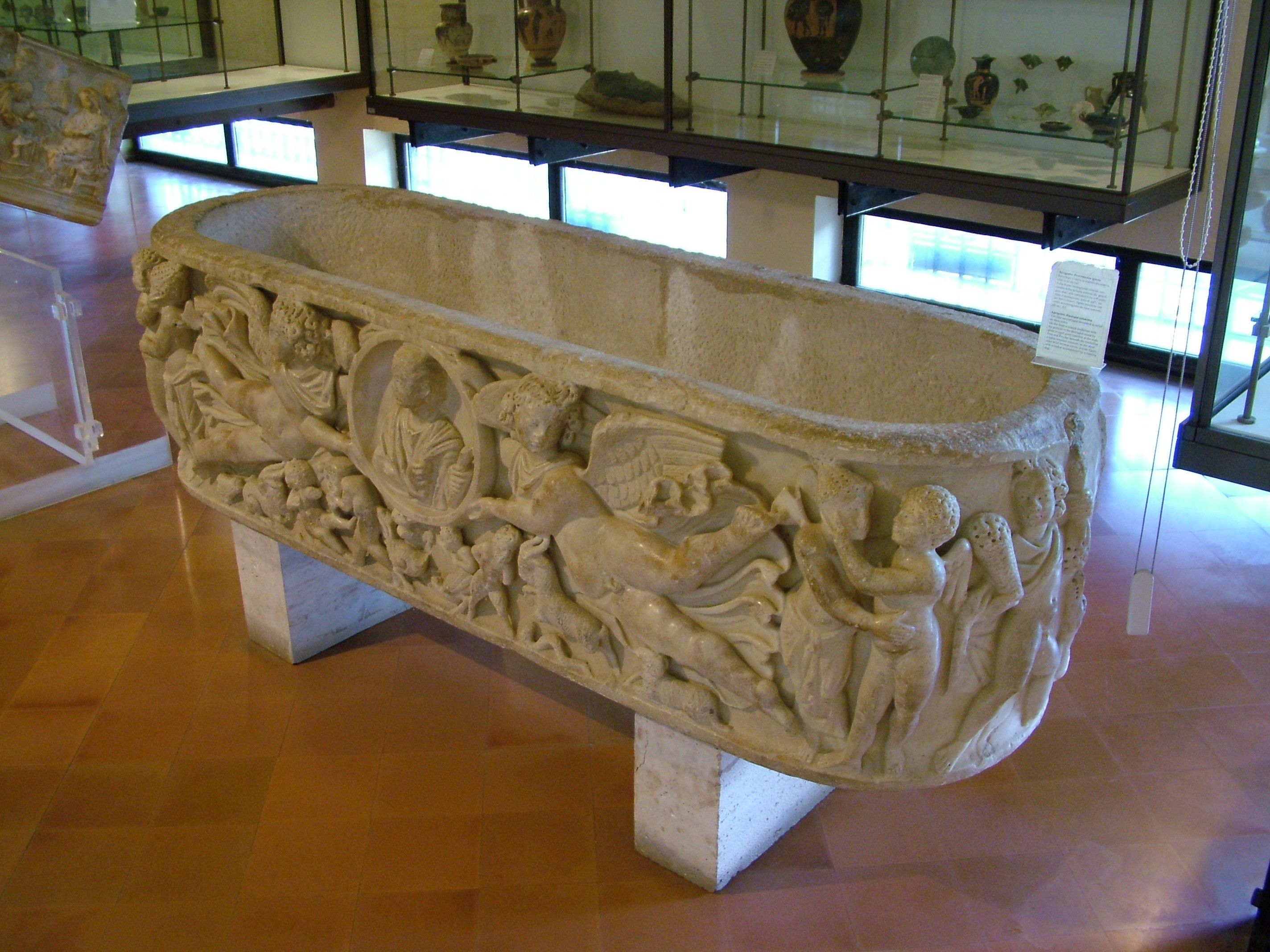
Római szarkofág Agrigento régészeti múzeumában

A rómaiak az Agrigentum nevet adták a városnak és új bevándorlókat telepítettek le benne. A középületek és a lakóépületek a görög város maradékán is túlterjedtek, a lejtős területen. A rómaiak nem építettek nagy templomokat, hanem a leromboltak közül néhányat helyreállítottak, valamelyik római istenségnek szentelve.
Augusztusz császár közigazgatási reformja során Agrigentum a municipium rangjára emelkedett, s a császárság korában ismét tehetős, jelentős várossá fejlődött. Újabb rombolásokat 439-ben a vandálok betörései okoztak.
A bizánci korszakban a város egyre inkább elnéptelenedett, megint jelentéktelen faluvá vált. Az araboktól félve, akik a 8. század elejétől végigrabolták a tengerpartot, a lakók az antik városból a Girgenti-dombra települtek át.

### Újkori reneszánsza
A középkorban és az újkorban az antik építményekre kevéssé figyeltek oda. Összeomlottak és gyakran kőbányaként szolgáltak. Csak a Concordia-templomot őrizték meg olyanformán, hogy átépítették keresztény templommá és mint ilyet használták kultikus célokra a 17. századig. Ez a templom csaknem teljes épségében ránk maradt. Amikor a 18. századi klasszicizmus révén ismét általános érdeklődés ébredt az antik görög kultúra iránt, kapott figyelmet újra az egykori Akragas. Ekkor a Concordia-templomot ismét eredeti funkciójában, azaz templomként használták és az oszlopokat, az architrávot a Héra-templom északi oldalán ismét felállították. Mivel Görögország ekkor az Oszmán Birodalom megszállása alatt állt, oda igen nehézkes volt eljutni, az antik görög kultúra iránt érdeklődők Dél-Olaszországba és Szicíliába utaztak, hogy megtekinthessék az egykori görög kolóniák maradványait. Agrigento régészeti lelőhelyeinek felkeresése ezeknek az utazásoknak elhagyhatatlan részét képezte.

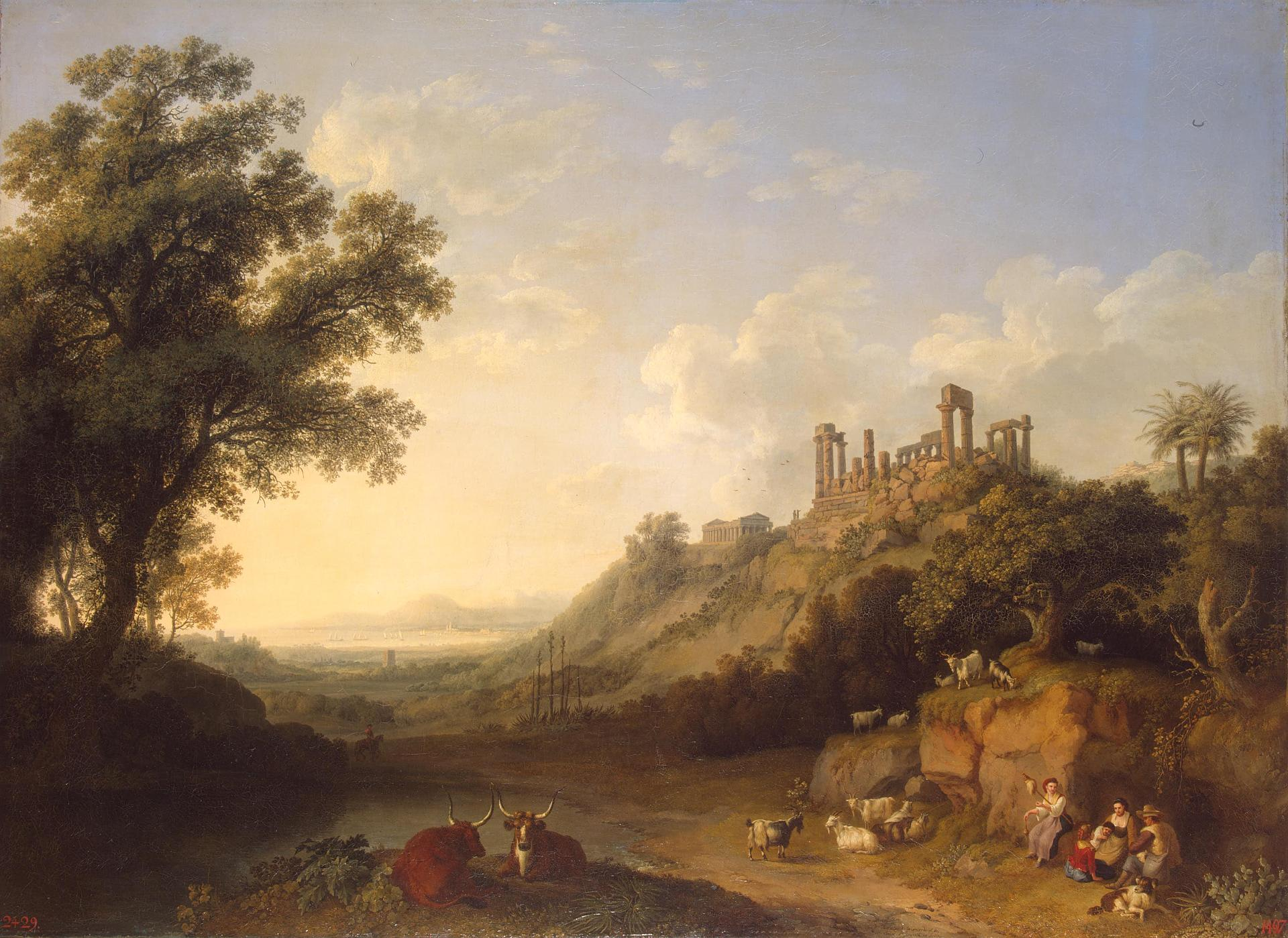
Jakob Philipp Hackert festménye a templomok dombjáról (1778)

Németországban a 18. században váltak ismertté ezek az antik helyek, mindenekelőtt Johann Wolfgang von Goethe Utazás Itáliában (németül: Italienische Reise) című útleírása és Johann Gottfried Seume Séta Szirakúza felé, 1802-ben (németül: Spaziergang nach Syrakus im Jahre 1802) írása révén. Christoph Heinrich Kniep, a Goethét olaszországi útján elkísérő grafikus rajzokat készített. Festményeket alkottak az antik épületekről Jakob Philipp Hackert és Ferdinand Georg Waldmüller festők. Megjelent Johann Joachim Winckelmann műve: Észrevételek a szicíliai Girgenti templomainak építőművészetéről (németül: Anmerkungen über die Baukunst der Tempel zu Girgenti in Sizilien). Építészek és az építészettel foglalkozó kutatók – Leo von Klenze, Friedrich von Gärtner és Karl Friedrich Schinkel – dél-olaszországi és szicíliai tanulmányútjaikon felkeresték Agrigentót.
A 19. században sikeresen feltárták ezeket az antik építészeti emlékeket. Az első részletes ásatásokat Domenico Lo Faso Pietrasanta vezetésével a század harmincas éveiben végezték. Ekkor állították fel a Dioszkuroszok templomának egyik sarkát. A mai szakemberek szerint ezt elrontották, mert láthatólag a szomszédos építmények (talán az L-templomé) és különböző stíluskorszakok elemeit használták fel. A században a várost megörökítő festők Caspar David Friedrich és Christian Wilberg voltak.

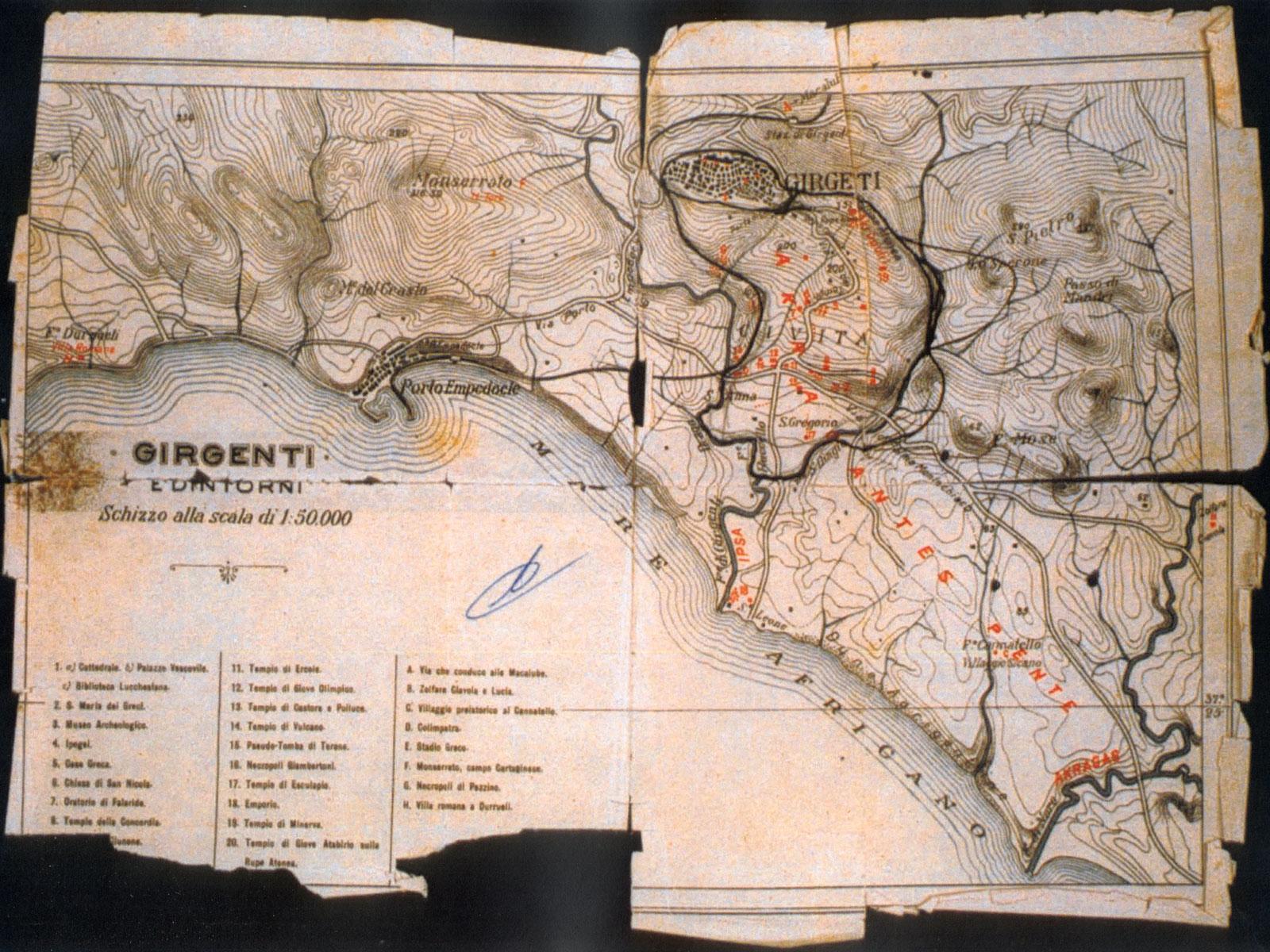
A régi Akragasz Julius Schubring által készített térképe

Julius Schubring leírta a Történelmi topográfia (németül: Historischen Topographie) című művében az antik városok helyét. Az 1890-es években Robert Koldewey és Otto Puchstein két utazást tettek Dél-Itáliában és Szicíliában, amelyek során felmérték és leírták Akragasz templomait. Koldewey a templomokról rajzokat és alaprajzokat is készített. Kettejük közös munkája a Dél-Itália és Szicília görög templomai (németül: Die griechischen Tempel in Unteritalien und Sicilien) nagyrészt még ma is érvényes alapműve az antik városok tudományos vizsgálatának.
További ásatásokat végeztek 1920 és 1930 közt Pirro Marconi vezetésével. Ekkor a Héraklész-templom déli oldalának nyolc oszlopát ismét felállították. Sir Alexander Hardcastle támogatta ezeket a munkálatokat; egész vagyonát a régészet szolgálatába állítva.
A régészeti múzeum felépítésével lehetővé vált 1968-ban, hogy az antik város területén talált leleteket a korábban széttagolt gyűjteményekből egyetlen központi helyen elérhetővé tegyék a nagyközönség számára.

### A legújabb karbantartási lépések

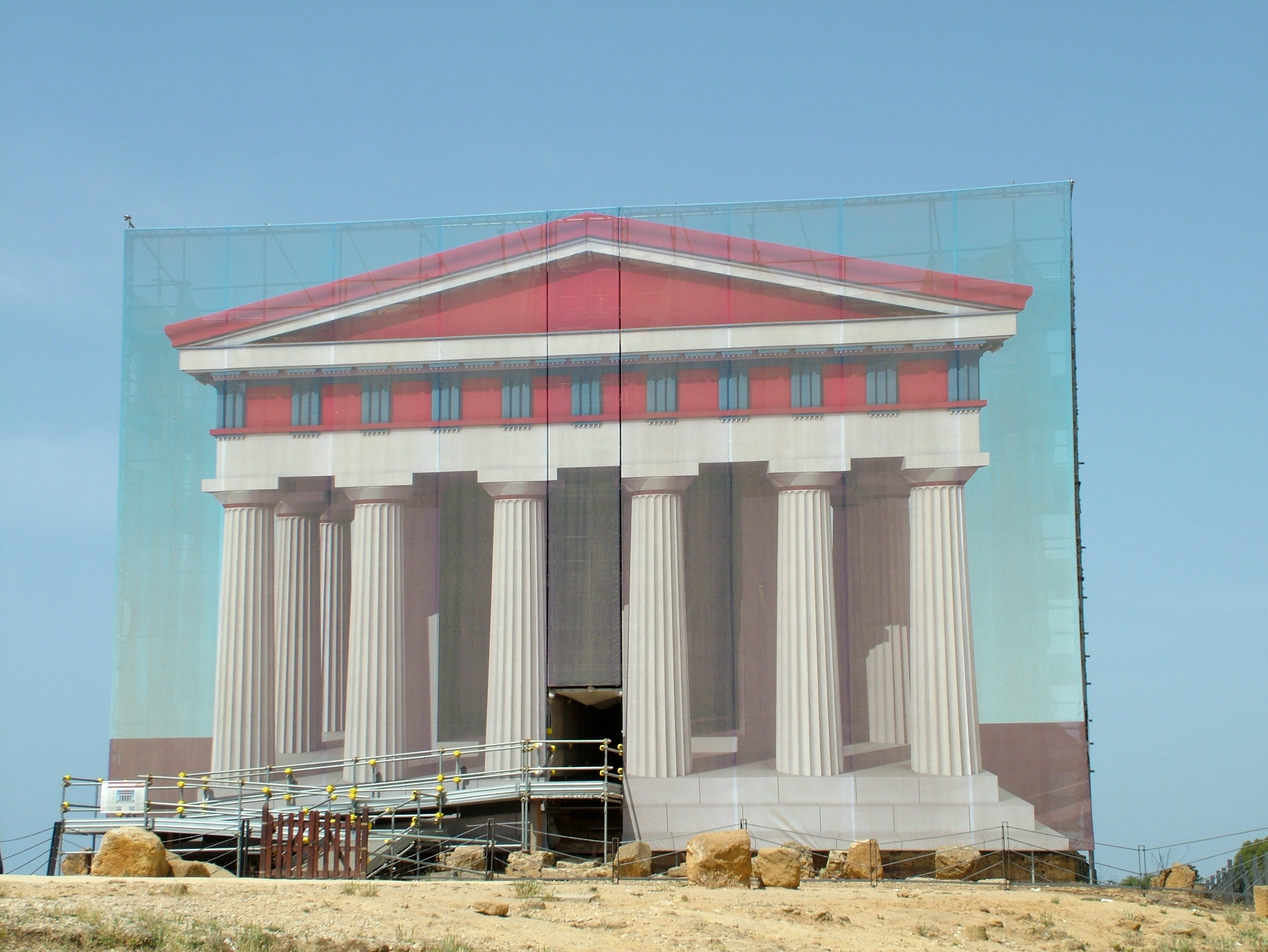
A Concordia-templom színes rekonstrukciója (2006-os fénykép)

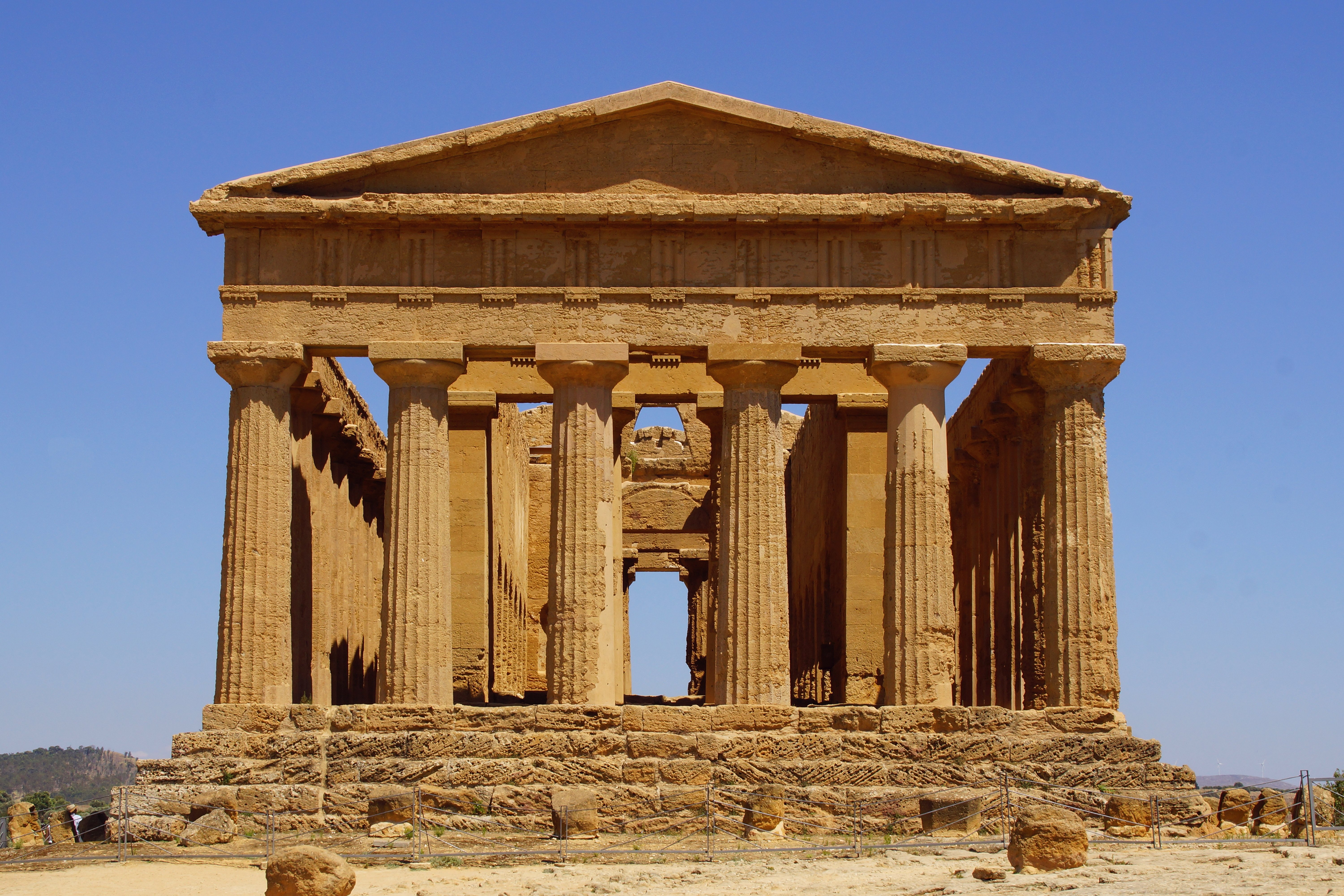
A Concordia-templom színei a környezeti és időjárási károk elleni védőréteg felvitelét követően
(2014-es fénykép)

Akragasz templomai mészkőből épültek, ez környezeti és időjárási behatásokkal szembeni érzékenységük oka. 2005-ben az Európai Unió támogatásával átfogó karbantartási munkálatokba kezdtek, amelyek 2007-ig tartottak. A cél az építmények állagának megőrzése volt.
A munkálatok idejére a templomokat körbeállványozták, s hogy a látogatókat kárpótolják az eltakart látványért, az állványt fedő szöveten eredeti színes rekonstruált képük volt látható.
A régészeti parkot azonban nem pusztán az enyészettől kell megvédeni, hanem amiatt is, hogy az antik város területének egyes részeit építési területté nyilvánították, sőt részint már be is építették. Illegális építményeket is létrehoztak itt. Ez heves vitát váltott ki arról, hogyan lehet az antik műemlékeket jobban megőrizni és a múlt helyreállítási hibáitól megszabadulni.

## A templomok sajátosságai
Akragasz legtöbb temploma ugyanúgy, mint Szicília legtöbb temploma dór stílusú peripterosz, csarnoka gyűrű alakú. A naoszt, vagyis a belső épület magvát a cellával körbeveszi egy sor oszlop, melyek a tetőzet gerendázatát és magát a tetőt tartják.
Akragasz legrégebbi templomai a Kr. e. 6. évszázadban épültek az akropoliszon, amely a Girgenti-dombtól az Athéné-szikláig nyúlik. A Kr. e. 5. században a déli magaslatokon, a városfal mentén egy sor templom létesült. Ezek a tenger felől nézve impozáns sziluettet alkottak.
Az itteni templomok építési anyagaként mészkő szolgált – nem úgy, mint például az athéni Akropoliszé, mely márványból épült –, amit a közeli folyóvölgyben bányásztak. Végül a mészkövet stukkóval borították, így kölcsönözve neki márványhoz hasonló megjelenést. Bizonyos elemek színesek is voltak.

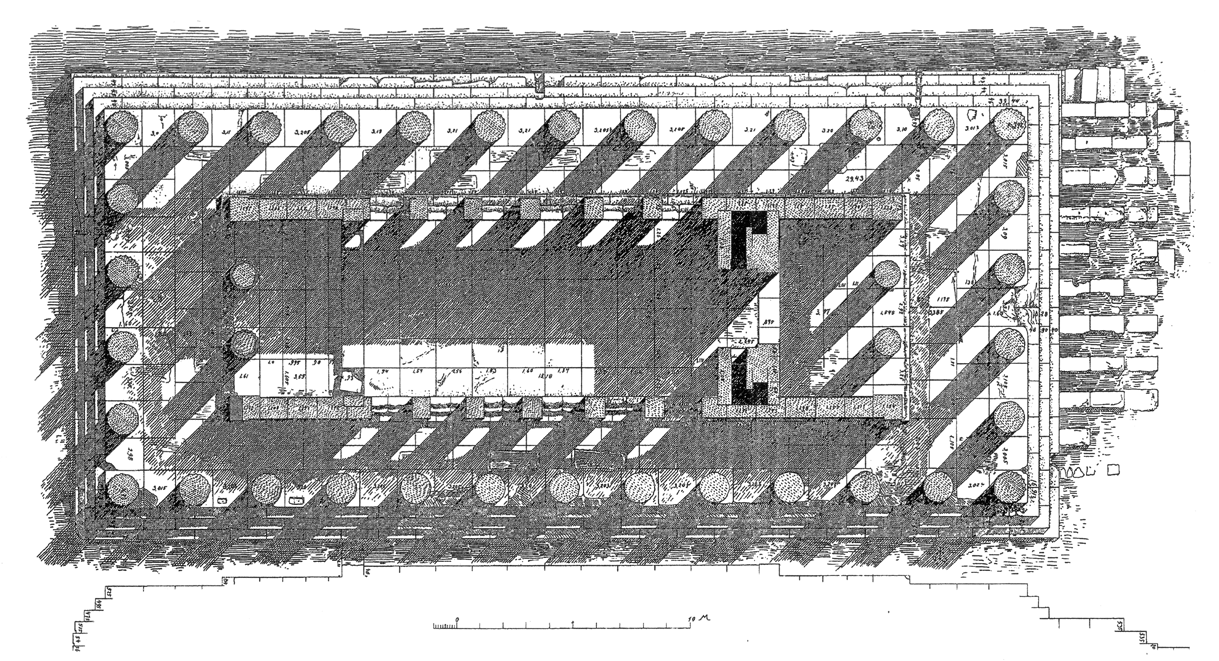
A Concordia-templom alaprajza (Robert Koldewey munkája)

A templomok tervezése során – másként, mint a görög anyaországban – Akragaszban, de a Magna Graecia legtöbb más városaiban is, hangsúlyt kapott a templom főbejárata. Ez legtöbbször a keleti oldalon, széles fedetlen lépcsősorral, s előtte nagy áldozati oltárral áll, amely a Héra-templomnál különösen erős benyomást kelt. Ezen oltár körül tartották a közösségi ceremóniákat, és rajta az isteneknek tömegével marhákat áldoztak.
Ugyanúgy, mint az anyaországban, Akragasz klasszikus korszakának templomai 6 oszlopból álló oszlopcsarnokot tartalmaznak a rövidebbik oldalukon, a hosszabbikon pedig 13-at, miközben Szicíliában különben a 6×14 vagy akár 6×15 oszlop volt szokásban. A pronaosz és a cella közt két nagy pillér állt, amely őket elválasztotta, belsejükben egészen a tetőzetig lépcsők vezetnek. Akragasz legtöbb templomában azonban hiányzik az egyébként Szicíliában szokásos adüton.
Az Olümpieion abban különbözik, hogy karthágói elemeket is tartalmaz (például pilléreket az oszlopok helyett), ami a Karthágó feletti győzelem dicsőítését szolgálja.
A templomok névadása nagyobb részt a reneszánsz idejében történt. Az egyes görög, vagy római istenségekhez rendelésük részben történelmileg megalapozott (például a Héraklész-templom és az Olümpieion esetében), részben alapul szolgáltak ehhez az ott talált áldozati ajándékok (például a Démétér-templom és a khthonikus istenségek szentélye), részben pedig vagy megkérdőjelezhető (a Héra-templom esetében) vagy pedig teljesen önkényes (ilyen a Dioszkuroszok temploma és a Concordia). Pirro Marconi olasz régész az 1920-as években végzett ásatásai során puszta betűjelekkel látta el a őket, ugyanúgy, ahogyan ezt Selinuntban is alkalmazták. Ezek azonban nem érvényesültek a tradicionális elnevezésekkel szemben. Ugyanígy Biagio Pace kísérlete is, aki a ránk maradt kultuszok alapján próbálta meg a templomokat besorolni (például Héra-templom – Poszeidón-templom, Concordia-templom – Dioszkuroszok), alulmaradt az általános névhasználatért folytatott küzdelemben.
Az alábbi táblázat időrendi áttekintést nyújt Akragasz templomairól. Az alapterületet a sztülobatész szélességének és hosszának szorzata adja. Csillag (*) jelöli a rekonstruált értékeket, mivel a sztülobatész nem maradt fenn.
| Templom                                       | Helye                              | Épült                 | Típus                                   | Alapterület                              | Oszlopok | Megjegyzések |
| --------------------------------------------- | ---------------------------------- | --------------------- | --------------------------------------- | ---------------------------------------- | -------- | --- |
| Zeusz-templom                                 | Akropolisz                         | Kr. e. 6. sz.         |                                         |                                          |          | a San Gerlando-katedrális alatt gyanítják |
| Héraklész-templom (Templom A)                 | Templomok völgye                   | Kr. e. 500 körül      | dór peripterosz                         | 25,34 × 67,00 m                          | 6 × 15   | 8 oszlopot a 20. században ismét felállítottak (Alaprajz) |
| Athéné-templom (Templom E)                    | Akropolisz                         | Kr. e. 5. sz. elején  | dór peripterosz                         | 15,10 × 34,70 m                          | 6 × 13   | a S. Maria dei Greci-templomot építették föléje (Alaprajz) |
| Olümpieion (Templom B)                        | Templomok völgye                   | Kr. e. 480 k.         | dór templom pszeudoperisztázzal         | 56,30 × 112,60 m                         | 7 × 14   | pszeudoperisztáza pillérekből áll, applikált féloszlopokkal, a köztes tereket falak zárják le, telamonokon nyugszik a gerendázat (Alaprajz, Oldalnézet, Modellje) |
| Démétér-templom (Templom C)                   | Akropolisz                         | Kr. e. 480–470        | dór ante-templom                        | 13,30 × 30,20 m                          | –        | San Biagio templomát emelték fölé (Alaprajz) |
| Dioszkuroszok temploma (Templom I)            | Templomok völgye                   | Kr. e. 5. sz. közepe  | dór peripterosz                         | 13,86 × 31,70 m                          | 6 × 13   | a 19. században a sarok helyreállítva |
| A khthonikus istenségek szentélye (Templom L) | Templomok völgye                   | Kr. e. 5. sz. közepe  | dór peripterosz                         | 17,20 × 38,80 m * (rekonstruált értékek) | 6 × 13   | |
| Héra-templom (Templom D)                      | Templomok völgye                   | Kr. e. 460–450        | dór peripterosz                         | 16,90 × 38,15 m                          | 6 × 13   | a 18. században az északi oldali oszlopokat és az architrávot helyreállították (Alaprajz)                                                                         |
| Aszklépiosz-templom (Templom H)               | az antik várostól délre            | Kr. e. 5. sz. 2. fele | dór ante-templom pszeudo-opiszthodomosz | 10,70 × 21,70 m                          | –        | |
| Concordia-templom (Templom F)                 | Templomok völgye                   | Kr. e. 440 k.         | dór peripterosz                         | 16,92 × 39,44 m                          | 6 × 13   | Szicília legjobb állapotban megmaradt temploma (Alaprajz, Színes rekonstrukció)                                                                                   |
| Héphaisztosz-templom (Templom G)              | Az antik város délnyugati szeglete | Kr. e. 430 táján      | dór peripterosz                         | 17,06 × 35,19 m * (rekonstruált értékek) | 6 × 13   | |
| Phalarisz oratoriuma                          | Poggetto San Nicola                | Kr. e. 2. sz.         | ion prosztülosz                         | 5,30 × 8,50 m                            | 4        | |

## A „Templomok völgye“ régészeti park

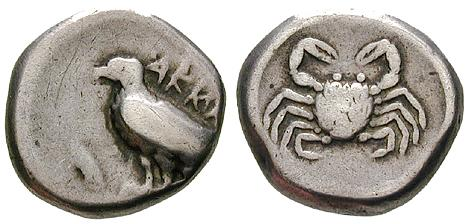
Didrachma sassal, „AKRA“ felirattal és folyami rákkal (Kr. e. kb. 490–483)

A világörökségi helyszín gondozására 2000-ben létrehoztak egy szervezetet: „Templomok völgye“ régészeti park (Parco Archaeologico e Paesaggistico della Valle dei Templi di Agrigento, röviden Parco Valle dei Templi Agrigento). A parkban az ókori Akragasz legjelentősebb maradványain kívül a világörökség részét képezi a déli városfal mentén álló templomsor, illetve a khthonikus istenségek szentélye, amik még a görög telepesek előtti időből valók. A szervezet célja, hogy mindezeket megóvják, fejlesszék és tájépítészeti szempontból is gondozzák a hatalmas, 1300 hektáros területet, amit 3 zónába soroltak:
- I. zóna – régészeti emlékek
- II. zóna – a természeti környezetet és a táj szépségét bemutató övezet, amely az I. zónát körülveszi, és védi azáltal is, hogy a látogatók elől elzárva tartják
- III. zóna – a természeti környezet látogatható része; piknik helyek és minden más, ami a másik két zónába nem tartozik bele[8]

A régészeti park logója egy rák, Akragasz folyam-istenének szimbóluma, ami után az antik görög város a nevét kapta. Az antik Akragaszban talált pénzdarabok közül sok viseli ezt a jelképet. Bejárata a régészeti parkot két részre osztó Via Passeggiata Archeologica nevű út elején található ahol parkolóhely várja a látogatókat (a park mindkét részéhez használatos). A park nyugati részében mindenekelőtt a Zeusz-templom, a Dioszkuroszok temploma és a khthonikus istenségek szentélye, a keletiben a Herkules-templom, a Concordia és a Héra-templom található. A parknak több mint félmillió látogatója van évente.

### Olümpieion

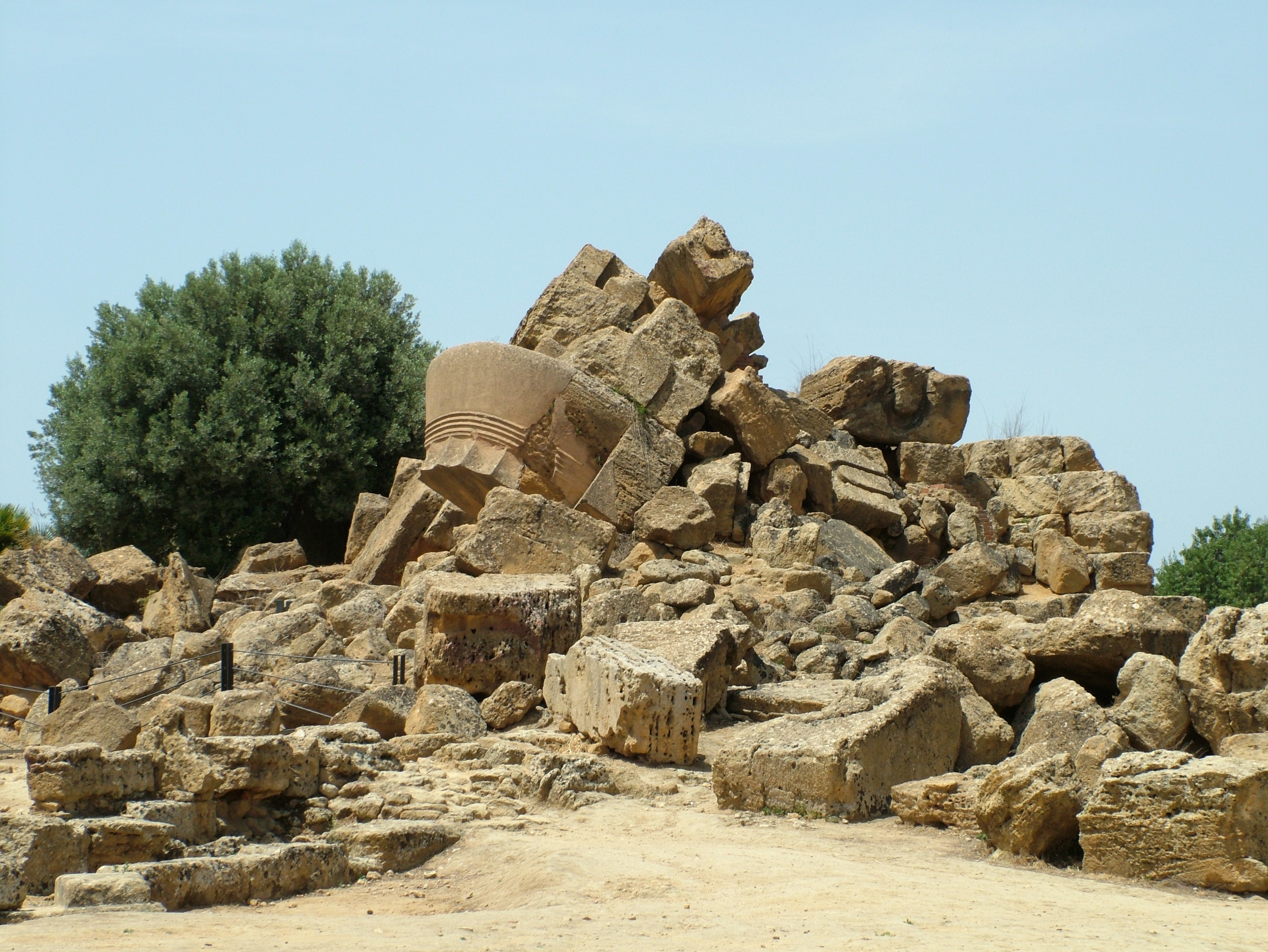
Az olümpiai Zeusz templomának romjai

Rögtön a park nyugati részéhez vezető bejárat mögött rábukkanhatunk egy templom romhalmazára. Ez az Olümpieion (más néven az olümpiai Zeusz templomának romja). Teron türannosz emelte ezt a templomot Kr. e. 480 körül a Karthágó feletti, himérai csatában elért győzelem emlékére, a görög szellem győzelmét volt hivatott hirdetni a barbárok felett. A történész, Diodórosz tanúsítja, e templomot Zeusznak szentelték. Ő adott egy leírást is a templomról. A sztülobatész mérete 52,74 × 110,10 m volt és ezzel az akragaszi olümpieion az antik görögök legnagyobb dór temploma volt, sőt valamennyi templom közt a harmadik legnagyobb.
Még ma is felismerhető a templomtól keletre az a hatalmas oltár, amelyen egyidejűleg 100 bikát áldoztak fel a hekatombé szertartás keretében. Az alaprajzon (lásd a rajzot) mutatja a templom karthágói építési módját (a pillér-teremnek).
A templom alapja (krepidóma) ötlépcsős volt. Az alaprajz (lásd az ábrát) mutatja: a templom építői karthágói építési módot követtek a pillér-csarnok építésekor. A cella két sor pillérből állt, 12 illetve 21 m magas pillérek voltak ezek, melyeket a pillérek magasságának felét elérő falak kötöttek össze. A peripterosz 7 × 14 darab 17 m magas pillérből állt, amelyek elé féloszlopokat applikáltak. Utóbbiak 4 m átmérőjűek voltak az alsó végüknél. A pilléreket a rajtuk áthaladó fal kötötte össze, ezért beszélünk itt pszeudoperipteroszról. A templom csarnokát tető fedte, de a cella esetében abból indulhatunk ki, hogy felfelé nyitott volt. Mivel a templom homlokzatán középütt pillér állt, ezért a bejáratot a keleti oldal sarkainál két kis kapu képezte, vagyis előbb az oldalhajókba jutottak be. További kis bejáratot sejtenek a déli oldal középső pillérpárja közt.

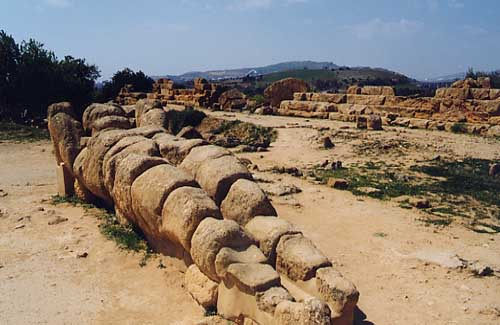
Telamon másolata

 E templom további különlegességei voltak a csaknem 8 m magas telamonok, a falak felső részén állították fel őket és a gerendázat terhének tartása volt a feladatuk (lásd ezt a rajzot). Karthágói jegyeik voltak és a legyőzött barbárokat szimbolizálták, akiknek rabszolgamunkával kellett a győztes görögöket szolgálniuk. A keleti timpanonon látható volt az olümpiai istenek és a titánok harca. Ez is erre vonatkozó célzás. Rafaello Politi – aki festő és régész is volt – 1825-ben az egyik telamont ismét összeállíttatta, ez ma Agrigento régészeti múzeumában látható, de egy másolata a régészeti parkban fekszik ma is.
Kr. e. 406-ban a karthágóiak elfoglalták Akragaszt és a még nem teljesen kész templomot lerombolták. Emiatt is és azért is, mert viszonylag kis kövekből építették meg, melyek gyorsan értékesíthetők voltak, az egykor monumentális Olümpieionból csak az alap és néhány oszlop- ill. oszlopfő maradt fenn.

### Dioszkuroszok temploma

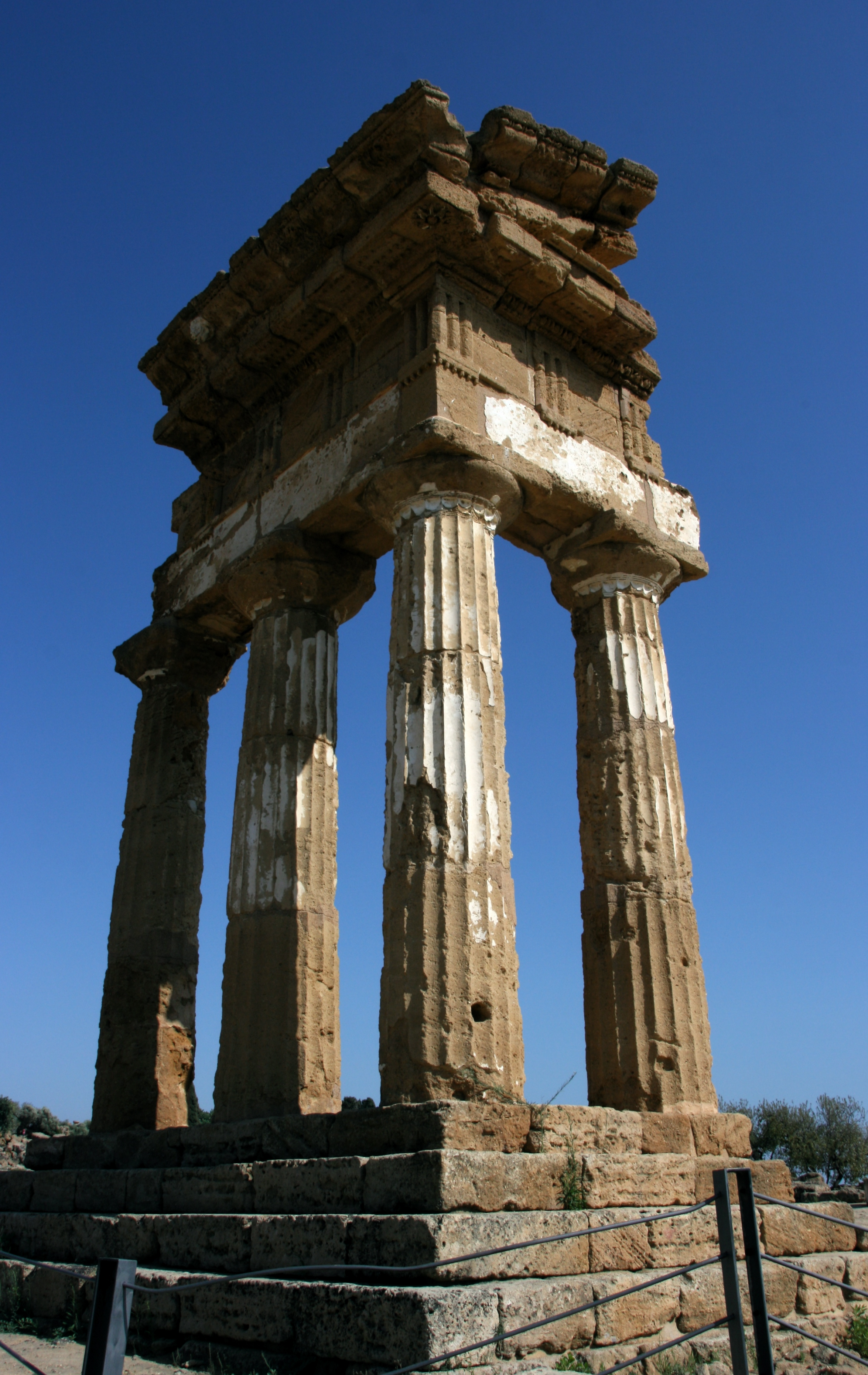
A Dioszkuroszok templomának felállított sarka (2008-as fénykép)

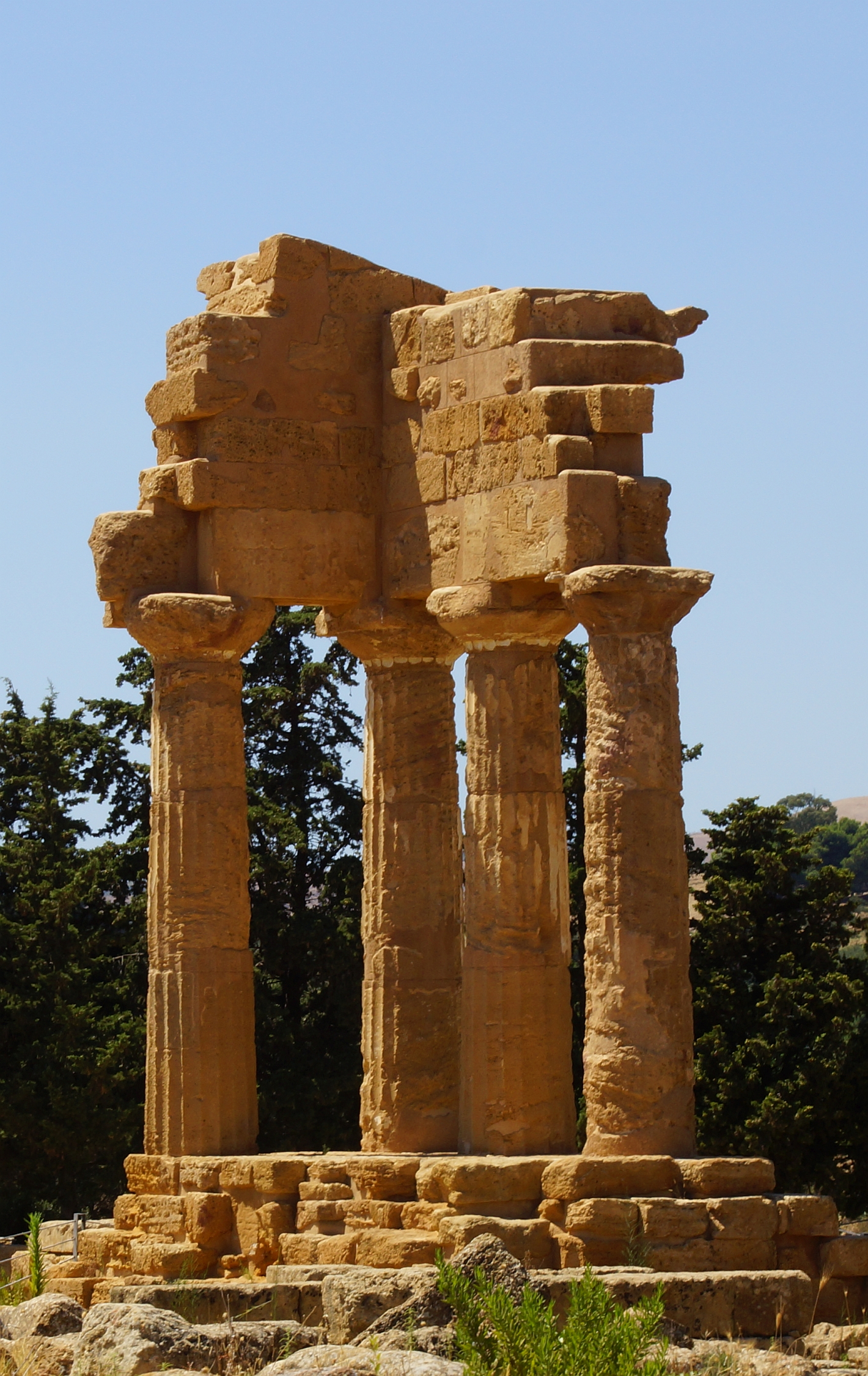
A Dioszkuroszok temploma színes védőbevonattal (2014-es fénykép)

Az Olümpieiontól nyugatra egészen az egykori V. kapuig húzódik egy városrészlet, benne lakóházak maradványaival. Az Olümpieiontól északra felvonulásokra szolgáló utca vezet e lakónegyed mentén az V. kapuig és ott a Dioszkuroszok templomához ér el. Ez a név önkényes névadás eredménye volt. Bár antik forrásokból ismerjük, hogy Akragaszban a Dioszkuroszokat, vagyis Kasztór és Polüdeukész ikreket tisztelték. Újabb ismereteink szerint mégis az a valószínűbb, hogy a mai „Concordia-templomot“ szentelték nekik.
A Dioszkuroszok templomát a Kr. e. 5. század közepén dór stílusú peripterosszal és a Concordia-temploméhoz hasonló alaprajzzal. A 19. században az északnyugati sarkot Valerio Villareale szobrász és Saverio Cavallari építész ismét felépítette. Bár ez a rekonstrukció nagyon festői és így Agrigento ismertető jegyévé, legtöbbet fényképezett objektumává vált, a szakmai világ mégis elutasítja, mert különböző építési stílushoz tartozó építőelemek keveréke.
A templom területén számos olyan oszlop szeletei találhatók, amelyek eredetileg a körcsarnokot képezték. A templomtól keletre még felismerhető az oltár.

### A khthonikus istenségek szentélye

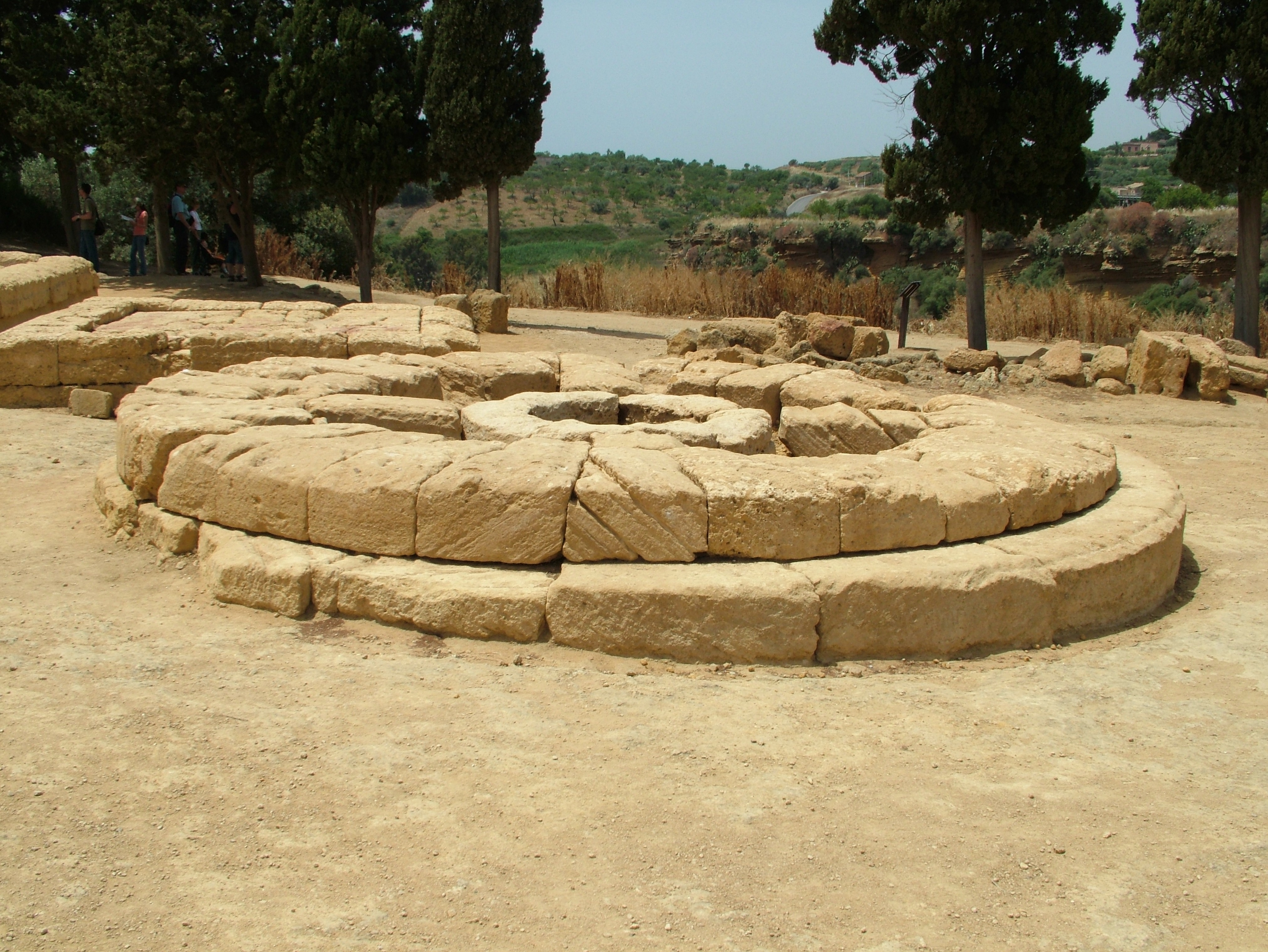
Oltárok a khthonikus istenek szentélyében

A Dioszkuroszok-temploma temenoszon áll, amely Agrigento legrégebbi ismert kultikus helye. Már a nagy templomok megépítését megelőzően is itt imádták isteneiket a görögök, sőt gyanítható, hogy már az őket megelőzően itt élő szikánoknak is kultikus helye volt ez.
Ezen a temenoszon találhatók a Dioszkuroszok-templomától délre további peripterosz maradmányai vannak (templom L), mely röviddel a dioszkuroszoké után épült és alaprajza is hasonló, bár nagyobb a mérete.
E két templom feltehetően korábbi kultikus helyek maradványai fölé épült.

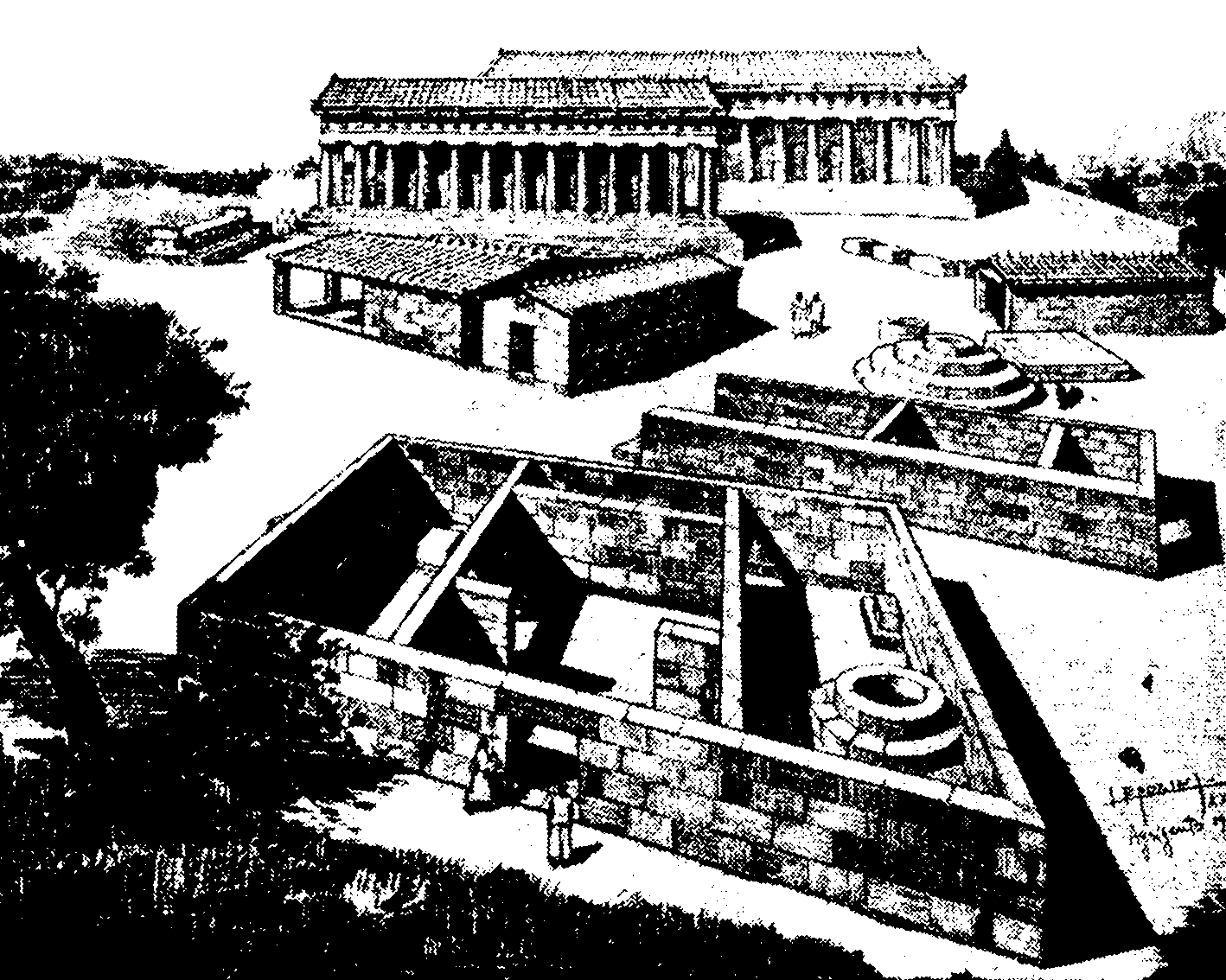
Pirro Marconi rekonstrukciója a khthonikus istenségek szentélyéről

A szentély északi részén találhatók még ma is olyan kultikus helyek alapjai, amelyek a Kr. e. 6. század első feléből valók, azaz röviddel a város alapítását követően épültek meg. A görögök itt a földhöz kötődő, vagyis khthonikus isteneket tisztelték, elsődlegesen a földanyát és termékenység-istennőt, Démétért, valamint lányát Perszephonét, de ugyanígy Hekatét és Hadészt is. Erről kapta ez a körzet a khthonikus istenségek szentélye nevet.
E kultikus hely közepén van egy kerek és egy négyszögletes oltár. A kereknek a közepén mélyedés van, amely valószínűleg folyékony áldozati ajándékokat, vagy pedig az áldozati állatok vérét fogta fel. Ezek körül az oltárok körül sorakozik egy megaron formájú épület pronaosszal, egy cella és egy adüton. Kettő közülük kelet-nyugati egy pedig észak-déli irányulású. Ez utóbbihoz kultikus épület illeszkedik keresztbe állított cellával, amelynek előcsarnoka van, ennek frontján négy pillérrel. Északon áll egy további, labirintushoz hasonló kultikus épület, oldalsó termében négyszögletes oltár van , de az utolsó elérhető termében már az oltár kör alakú.

### Kolümbétra-kert
A khthonikus istenségek szentélyétől északnyugatra völgymélyedés vágja át a déli dombvonalat. E völgymélyedés az antik város magaslatának természetes vízelvezetését képezte. Feltevések szerint itt volt egykor a Kolümbétra (κολύμπι – a. m. úszás) nevet viselő nagy vízgyűjtő medence, amely a város vízellátását szolgálta. A medencét Akragaszi Teron uralma alatt hozhatták létre.
A völgymélyedés lassú folyamatban termőfölddé alakult át és benne gazdag gyümölcsös- és zöldségeskertek jöttek létre. Ezeket nevezték el Kolümbétra-kertnek. Ma itt citrom- és narancsfák állnak, valamint füge-kaktuszok, mandula- és olajfák, amelyek részben több évszázadosak. Még ma is láthatók a földalatti csatornák és vízvezetékek, melyekkel az antik várost látták el vízzel, ma pedig e kerteket.

### Héraklész-templom

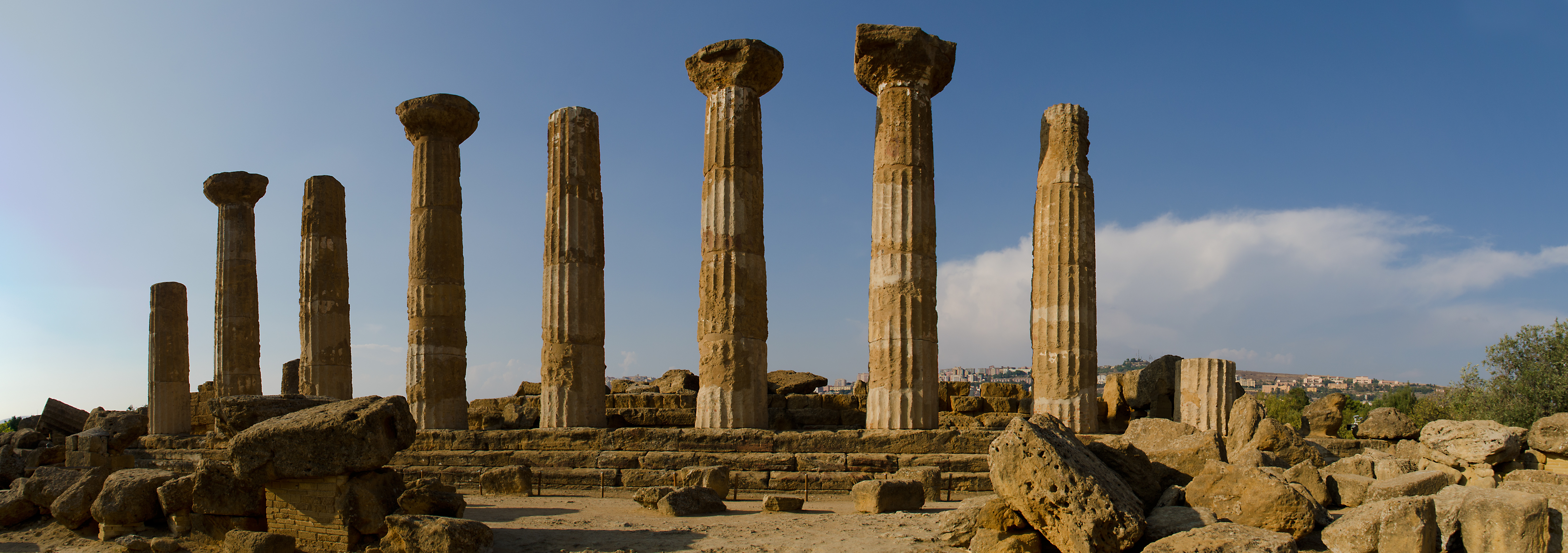
A Héraklész-templom

Ha visszamegyünk a bejárathoz és átmegyünk az úton a park keleti részébe, akkor előbb a Héraklész-templomnak a IV-es kapu (Porta Aurea) melletti maradványait láthatjuk. Marcus Tullius Cicero – ő volt Kr. e. 75-ben Szicília quaestora – tanúsítja azt, hogy a templomot Héraklésznak szentelték. Gaius Verres elleni vádbeszédei egyikében tudósít egy hatalmas bronz szoborról, mely Héraklészt ábrázolta az agoraközeli templomban (ez az alsó agora a IV-es kaputól északra). A szobrot a zarándokok kezei az ajkán és az állán fényesre koptatták. Verres a vád szerint ezt el akarta rabolni.
A Héraklész-templom a legöregebb a déli városfalnál állók közt és még az archaikus időkből való, a Kr. e. 5. század kezdetén épült három fokú alépítményre. Alaprajza mutatja a Szicíliában oly megszokott, de nem az agrigentói templomokra jellemző kiterjedésű körcsarnokot 6 × 15 oszloppal. Az előcsarnok és a hátsó csarnok (a pronaosz és az bzw. opiszthodomosz, illetve az elülső és hátulsó oszlopsor között) két oszlopköz mértékű mélységet mutat. Viszont az adott korban Szicíliában már megszokott adüton hiányzik.
A templom romjai szétszórva fekszenek a teljes területen, köztük például néhány oszlopfő, amelyen még olyan stukkókat találhatunk, amelyek egykor az egész templom körül léteztek. A déli oldal nyolc oszlopát 1924-ben ismét felállították (az északi oldal oszlopainak csonkjait már a 19. században).
A templom közelében különös nyomokat találunk: a kocsik kerekei által kikoptatott vájatok az úton (hasonlatos a Málta, vagy a Pompeii útjain található).

### Concordia-templom

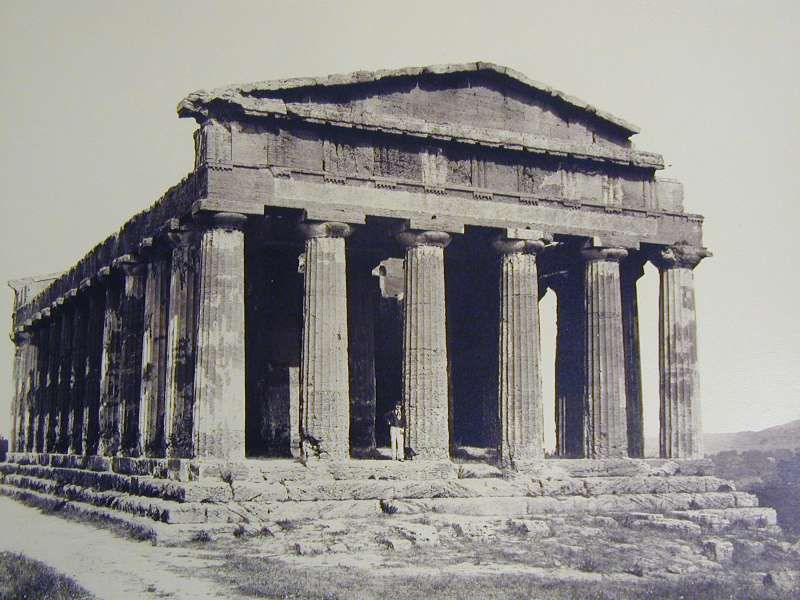
A Concordia-templom a 19. században

A Concordia-templom az athéni Héphaiszteion és a Paestumban található Poszeidón-templom mellett a legjobb állapotban fennmaradt ógörög templomok közé tartozik. Neve önkényes. Alapja egy a közelében található római felirat, amelyen az Agrigento lakói közti harmonikus viszonyról (latinul: concordia) esik szó.
Ezt a templomot kb. Kr, e. 440 és 430 közt építették fel. Mivel rendkívül egyenetlen területen épült, ezért olyan alapra építették, amely a sziklás talaj egyenetlenségeit kiegyenlíti. Alaprajza Akragasz adott időszakának szokott építészeti formáját mutatja, amit már korábban már leírtunk : pronaosz, naosz, opiszthodomosz és 6 × 13 oszlopból álló oszlopcsarnok.
A Concordia-templom Akragasz legprecízebben megépített temploma. Az oszlopok tengelyeinek távolsága csupán 5 mm ingadozást mutat. A dór templomok sarkainak konfliktusát szokatlan módon oldották fel: mind a négy sarok dupla koncentrációt mutat, ami annyit tesz, hogy mindkét külső oszloptengely-távolság szorosabb, ugyanakkor a metopék szélesebbek, amivel a széleken harmonikus hatást értek el. A kutatások jelen állapota szerint a templom alsó részét fehér stukkó díszítette, a frízt és a timpanont erőteljes színekkel festették. Márványból voltak a tetőcserepek.

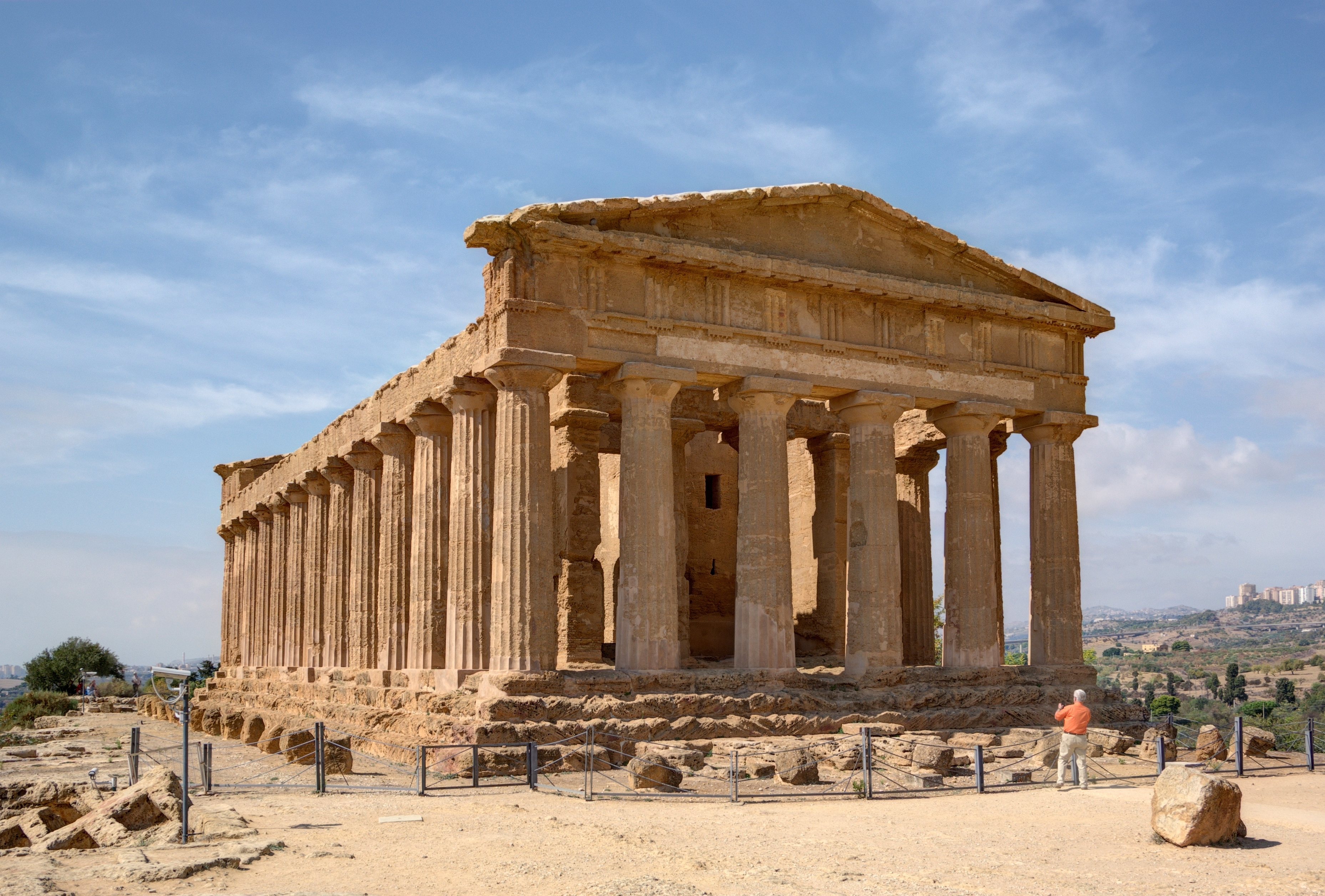
A Concordia-templom, 2012-ben

Agrigentum püspöke, Gregorius a templomot 597-ben átépíttette bazilikává, azután Péter és Pál apostoloknak szentelte. A cella falait mindkét oldalán hat boltívvel áttörték és az oszlopok közötti teret befalazták úgy, ahogyan ezt a szirakúzai katedrálisnál ma látható. A bejáratot a nyugati oldalon létesítették és ennek érdekében a naosz és az ophistodom közti válaszfalat lebontották. A sekrestye az egykori pronaoszban kapott helyet. A templom belsejében két pun istenség álló képeit találták, ezeket eltávolították. Emiatt az a feltevés, hogy már a görögök idején két istenséget imádtak itt és hogy eredetileg ezek a dioszkuroszok voltak.
A templomot egészen a 17. századig tovább használták a város feladását követően is. 1748-ban ismét profán hellyé tették, majd ezt követően messzemenően visszaállították eredeti állapotát.

### Kora keresztény nekropolisz

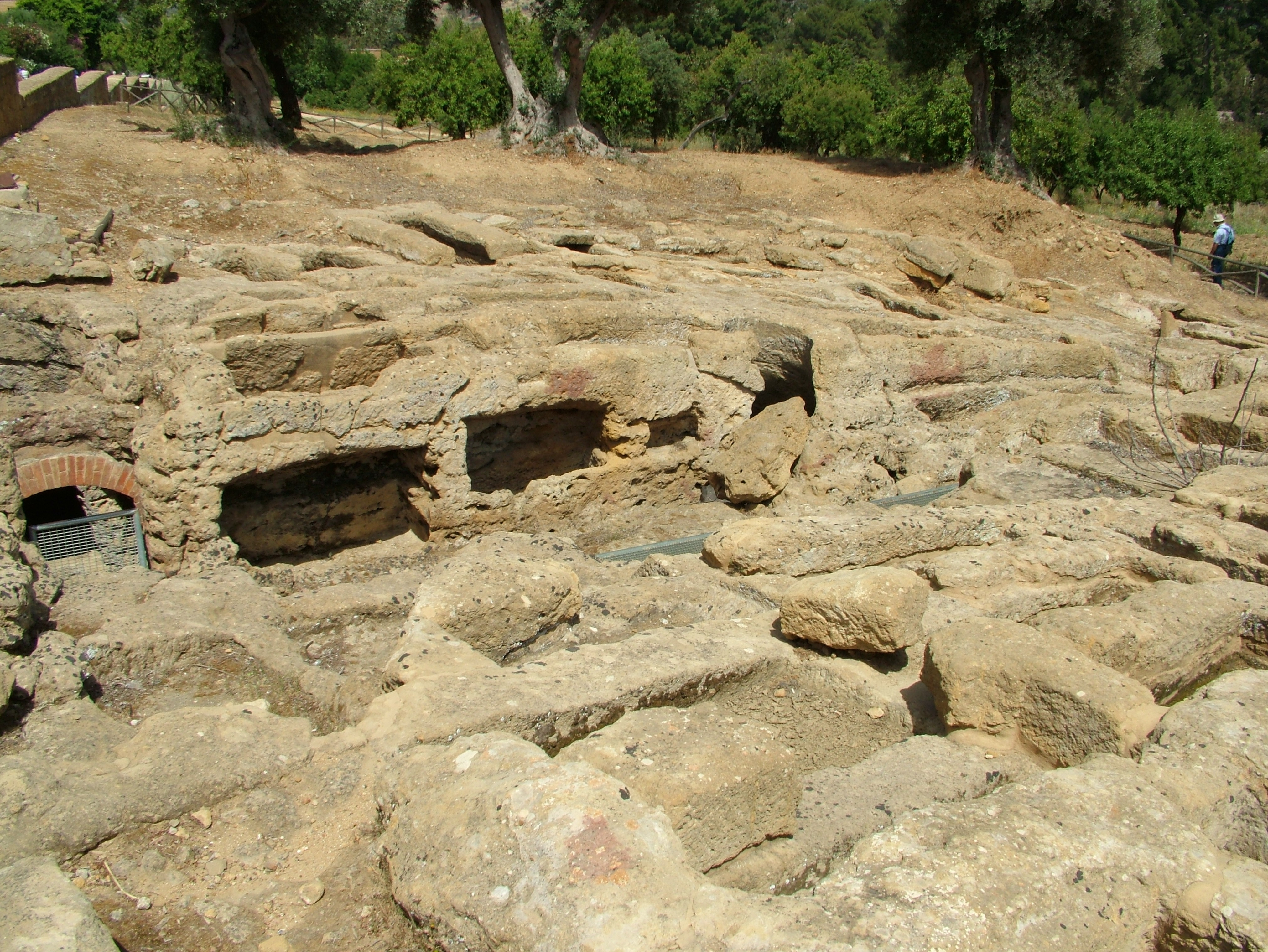
A kora keresztény nekropolisz

A Concordia-templom körül van ez a nekropolisz. A legkorábbi sírok a Concordia-templom és a Héraklész-templom közt találhatók és abból a Kr. e. 4. és 5. század közti időszakból valók, míg a legfiatalabb már a Kr. u. 9. századi. A sírokat a dombvonulat mészkövébe vájták és lefelé terjednek tovább. Az embriópózban elhelyezett halottak számára rövidebb sírok is léteznek.
Fragapanegrotte nevű katakombába vezető folyosó vágja ketté a nekropoliszt. A 4-5. századból származik ez a katakomba. Ezek falába sírokat, arkoszolokat vájtak. Maguk a katakombák azonban nem nyilvánosak.

### Városfalak
A Concordia-templom közelében a régi városfalak még ma is erős benyomást gyakorló maradványait találhatjuk. Ezek itt a város déli oldalán nem mind kőblokkokból álltak, hanem egyenesen a sziklából vésték ki őket, a felesleget mindkét oldalon függőlegesen lebontva. Valamivel több mint 1 m vastagok alul ezek a maradványok. Belső oldalukba arkoszóliákat véstek bele, melyek a bizánci időkből származnak.

### Héra-templom

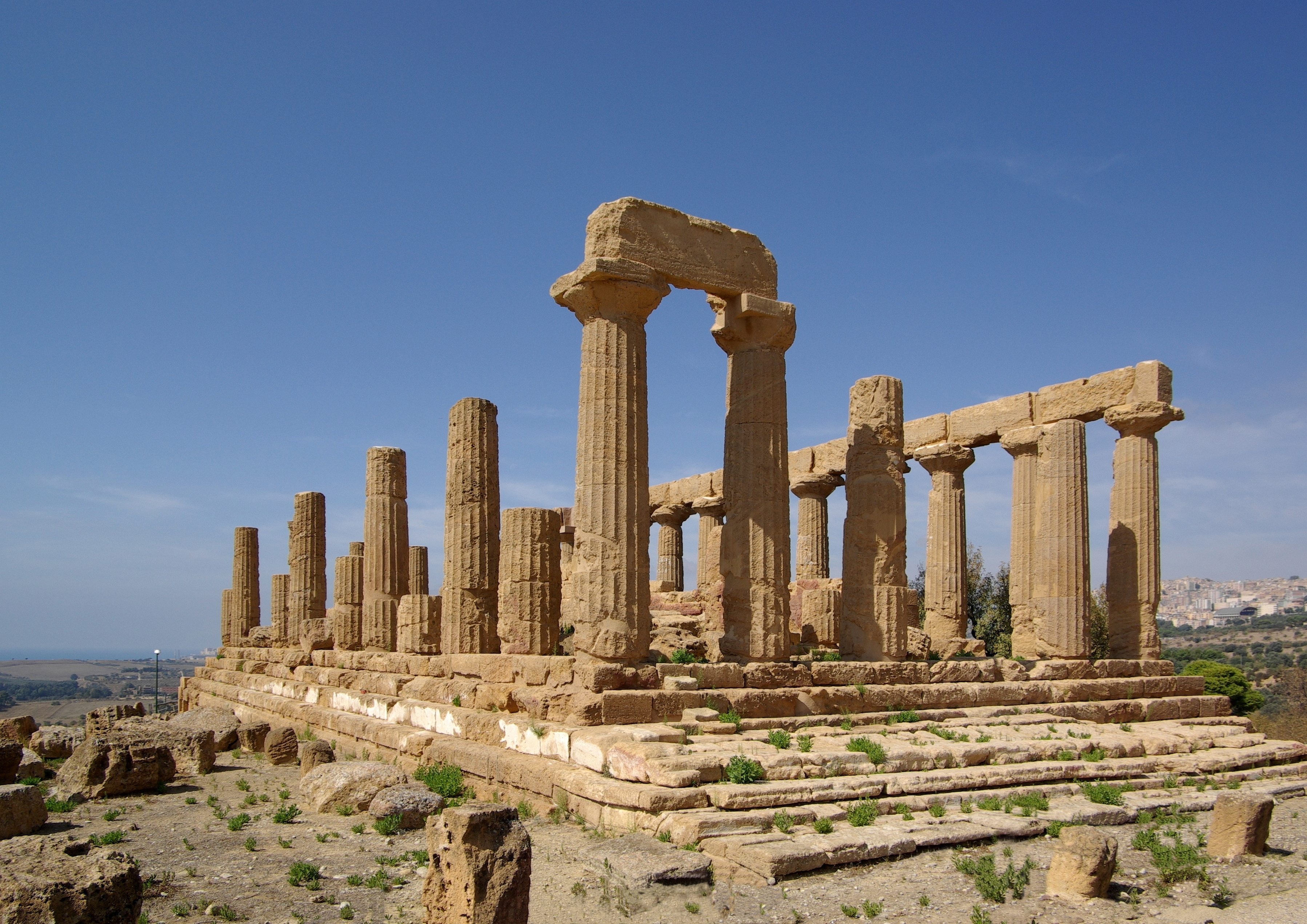
A Héra-templom

A plató délkeleti sarkában találjuk a templomsor utolsó tagját a Héra-templomot, aminek még a lakiniai Héra (vagy lakiniai Júno) neveket is adták. Ennek ellenére nem tudjuk, valójában melyik istenségnek szentelték. A Héra név összecserélésből adódik. A calábriai város Crotone közelében lévő Héra-templommal cserélték össze.
A Héra-templom Kr. e. 460 és 450 között épült fel, mint dór peripterosz 6 × 13 oszloppal. Négylépcsős alépítményre (krepidóma) emelték, amely – mint a Concordia templomnál is láttuk – a sziklás talaj egyenetlenségét kiküszöbölő alapra támaszkodik. Alaprajza nagyjából megfelel a Concordia-temploménak.
A dór templomokra jellemző sarok-konfliktus feloldásának módja azonban más: az északi, déli és nyugati oldalak sarkaiban csak a legutolsó oszloppárok tengelytávolsága rövidül, míg a keleti oldalon, azaz a főoldalon a középső oszloppár tengelytávolsága kisebb.
Kr. e. 406 körül a karthágóiak felégették. A Kr. e. I. században a rómaiak újjáépítették. Ennek során az eredeti márvány-cserepeket égetett agyagból készültek helyettesítették.
Már a 18. században megkezdték az oszlopok újbóli felállítását. A kör alakú csarnok egykor 34 oszlopából ma 25 áll. Az északi, hosszabbik oldalon valamennyi oszlop rendelkezik oszlopfővel és egy architráv is a helyére került. A pronaosz és opiszthodomosz antefalai, valamint a cella falai és oszlopainak töve fennmaradt.
A templom keleti oldala előtt oltár van, mely a maga 29,3 × 10 m kiterjedésével csaknem olyan nagy mint a cella (erre merőlegesen áll). Ciszternát találtak e templom nyugati oldalának közelében.

## Poggetto San Nicola

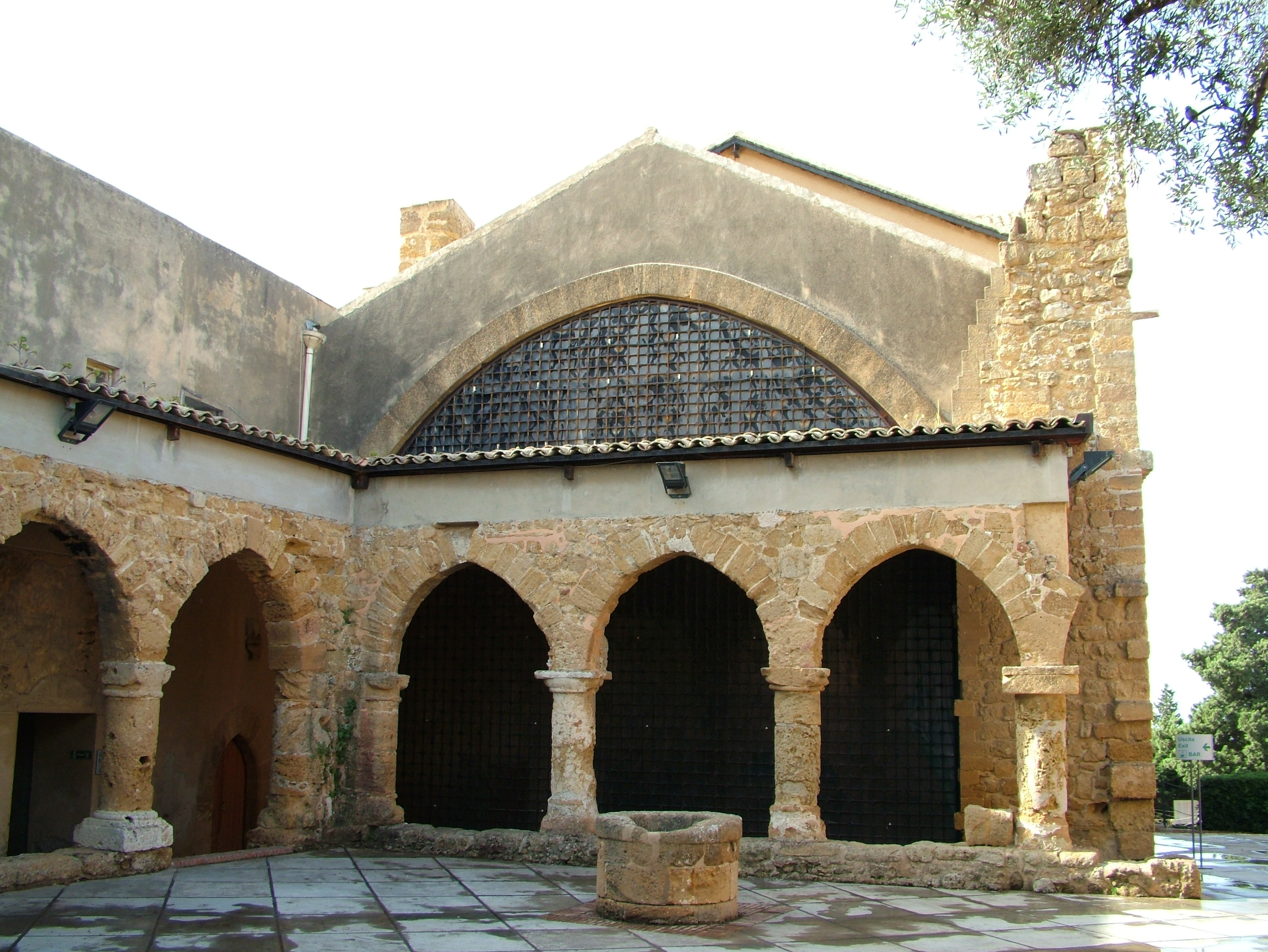
A régészeti múzeum belső udvara

Az antik város területének közepén emelkedő kis dombot a Poggetto San Nicola (San Nicola-magaslatnak) nevezik. Ezen áll Agrigento Regionális Régészeti Múzeuma és a San Nicola-templom. A hellén-római időszakban itt volt a település igazgatási centruma, melynek épületeiből többet kiástak: például az ekklésziasztériont és a buleutériont. Gyanítják, hogy itt volt az úgynevezett „felső“ agora, míg az „alsó“ agora a Herkules-templomtól északra, a déli dombvonulat lábánál volt.
A régészeti múzeum 1967-ben létesült. Részben egy a 13. századból származó cisztercita rendi kolostor romjain építették fel. Túlnyomórészt Agrigento és környéke leleteit mutatja be egészen a római korszakig. A bejárati térben van az antik Akragaszt bemutató modell. Itt állítottak ki többek közt: számos vörös és fekete figurákkal díszített görög vázát, különböző templomokból származó oroszlánfejeket, melyek valaha vízköpőként funkcionáltak, áldozati adományokat a szentélyekből, az ásatások során a házakban talált mozaikokat. A legismertebb kiállítási tárgyak: az Olümpeionból származó telamon, ephébosz márvány szobra és egy gyermekkoporsó a római korszakból, rajta márvány reliefek a gyászoló szülők és a gyermek életének jelenetei.

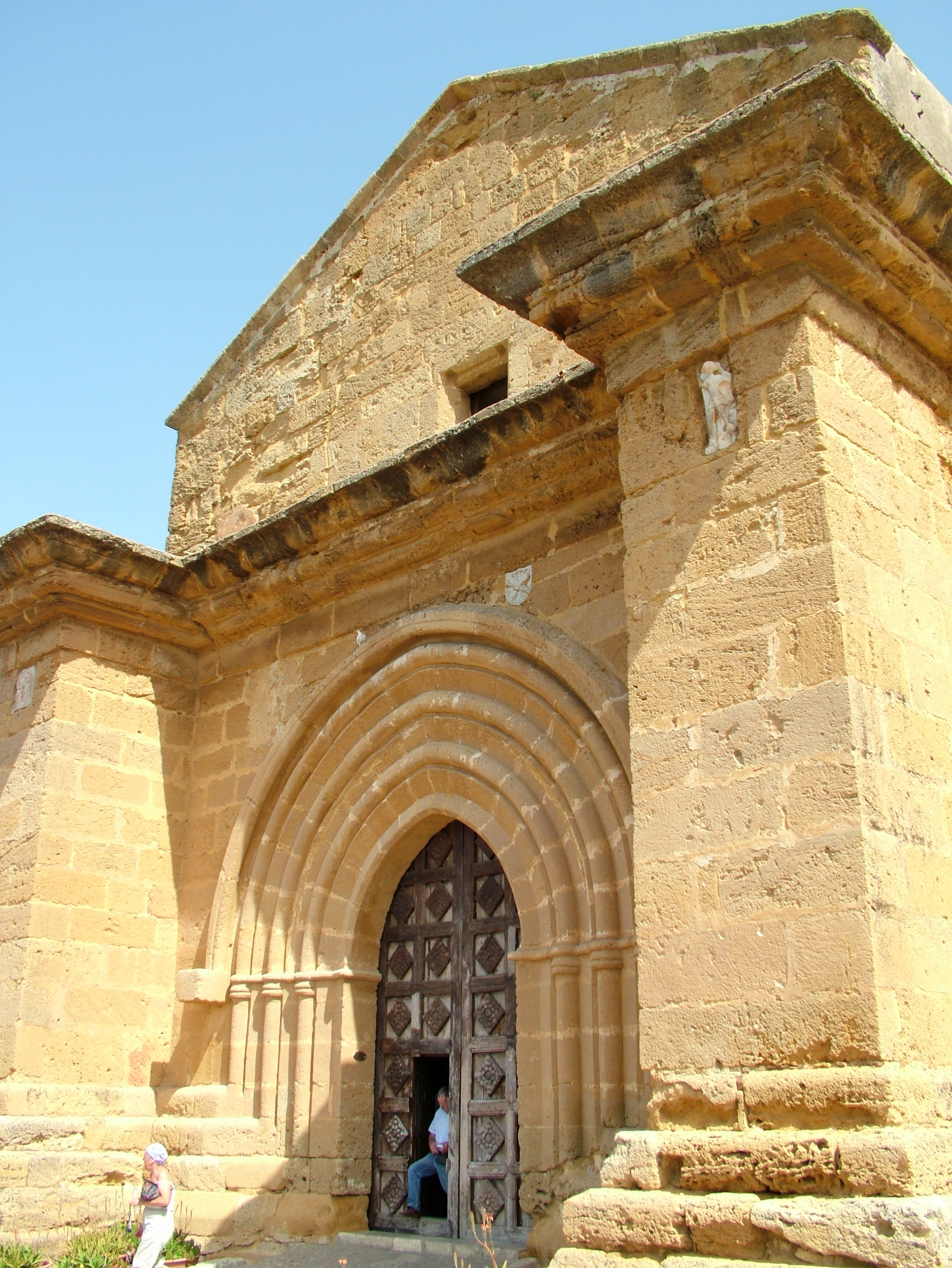
San Nicola

A San Nicola eredetileg a ciszterciták kolostorának temploma volt. Ugyanúgy, mint maga a zárda is a 13. századból való román stílusú homlokzattal, két ante-pillérrel és boltíves kapuval, mely utóbbin végig fut egy a homlokzatot horizontálisan tagoló párkány. Az egyik oldalsó kápolnában a 2. vagy 3. századból való római szarkofágot állítottak ki, amit „Phédra szarkofágjának “ neveztek el. Rajta márvány relief mutatja be Phédra viszonzatlan szerelmének történetét, amit Theseus gyermeke, egyben Phédra mostohafia Hippolütosz iránt érzett, valamint Hippolütosz halálát.

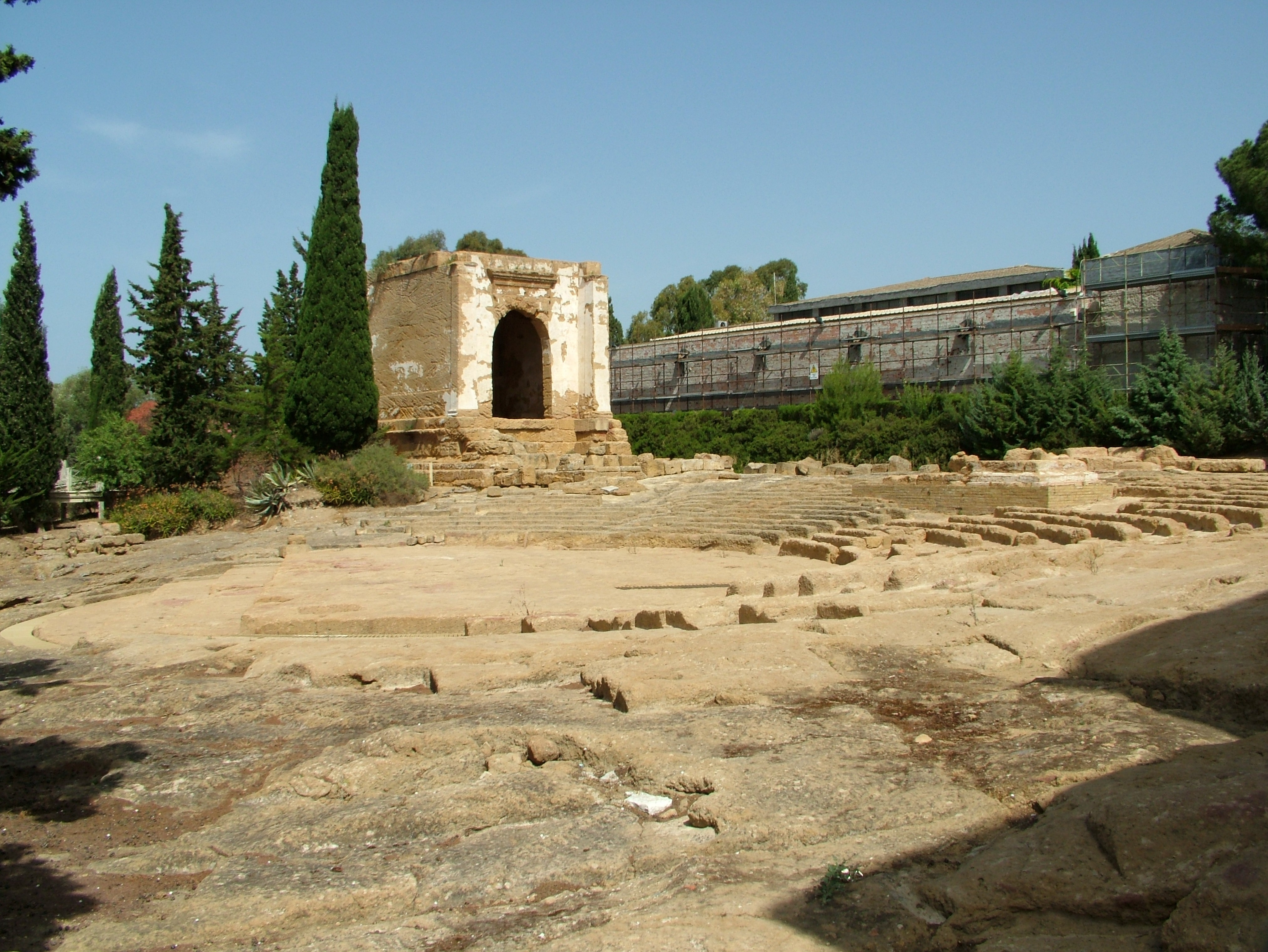
Ekklésziaszterion és a Phalaris oratóriuma

A múzeumtól délre található az ekklésziasztérion, vagyis az ekklészia, a népgyűlés helye a hellén korban. A domb oldalában 20 sorban voltak félkör mentén a sziklába vájva az ülések, a félkörök közös centrumában kerek szónoki emelvény volt. Az ekklésziasztérion kb. 48 m átmérőjű. Megközelítőleg 3000 ember számára adott helyet.
Az ekklésziasztérion körül és részben annak üléssoraira épült a Phalaris oratóriuma (imádkozó helye). Az antik türanniszhoz helytelenül rendelték ezt hivatkozva oly híradásokra, melyek ezen a helyen Phalaris palotájáról tudósítanak. Viszont a napjainkban itt álló épület a Kr. e. 2. évszázadból való és a római időkből fennmaradt egyetlen kultikus épület Agrigentumból. Eredetileg az épület ion stílusú prosztülosz volt, magasított alapon állt, előtte pedig négyszögű oltárt emeltek. Az 1. században a kis templom síremlékszerepet kapott, majd a középkorban oratóriumként vált a cisztercita kolostor részévé. A nyugati oldalba ekkor vágtak ablakot.

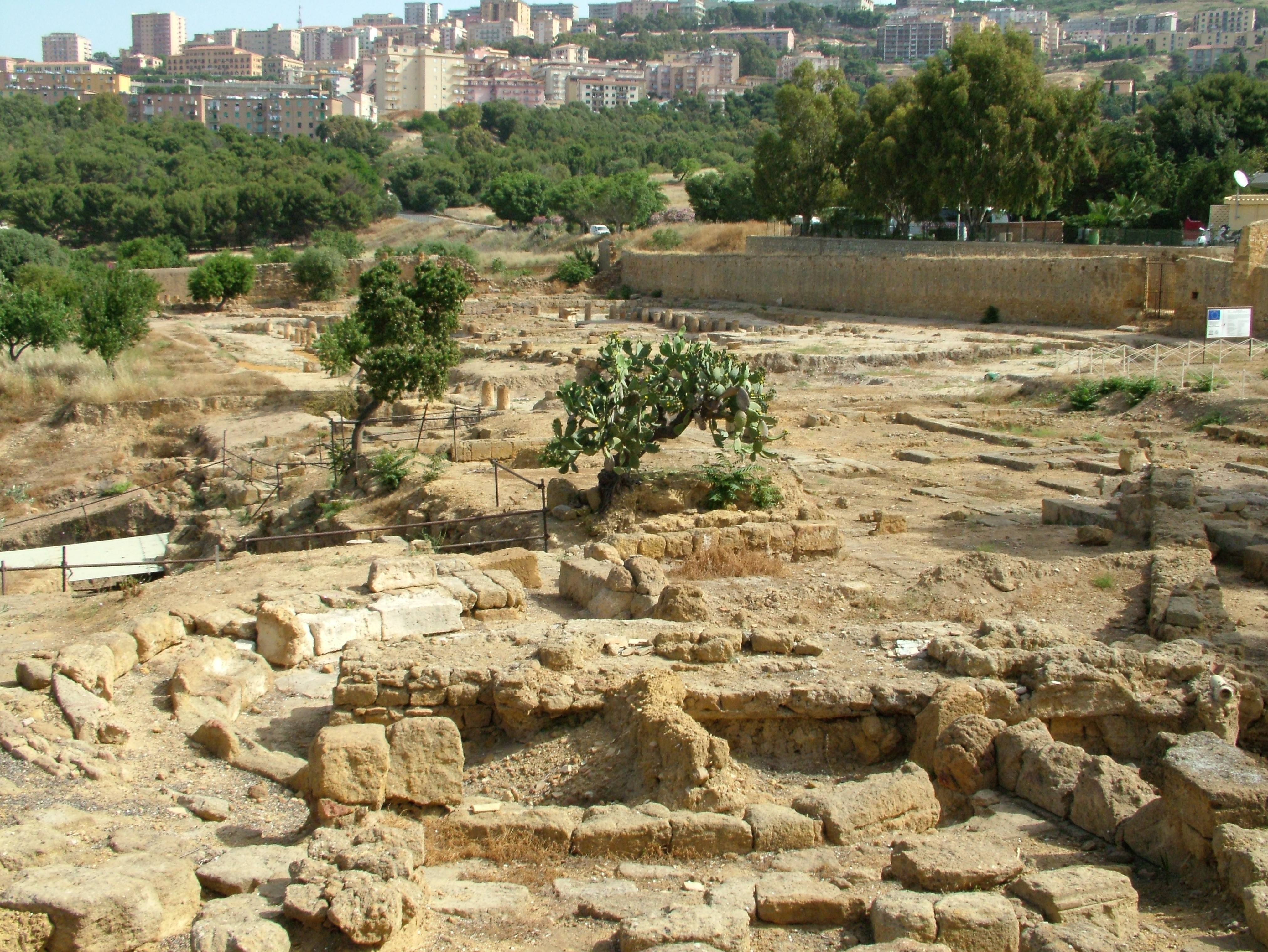
A buleutérion

A múzeumtól északra ásták ki a buleutériont, ez a bulé, a népgyűléseket előkészítő tanács gyülekezési helye volt. Az ásatások két fő építési fázist tártak fel, az első a 4-től a 3. századig a hellenizmus idején volt, a második már a római birodalom fennállásakor. A buleutérion négyszögletes épület volt, félkörös gyülekezési hellyel.
A San Nicola-magaslattól keletre ásták ki a hellén-római városnegyedet. Timoleon Akragasz újabb benépesülését érte el. Az épületeket így a lerombolt város alapjain emelték, eközben a hippodámoszi várostervezést fenntartották, az utcák szabályosak és egyenesek. A kiásott területen különböző építkezési időkből különböző építési stílusú épületek voltak, például hellén perisztülion-házak oszlopokkal körülvett belső udvarokkal és olasz átrium-házak. Egy pompás perisztülion-háznak ráadásul még fürdőmedencéje is volt. A házak padlózata mozaikokkal volt díszítve, melyek közül az egyszerűbbek (geometrikus mintázattal és ornamentumokkal) még eredeti helyükön láthatók, míg a komplexebbek, például egy gazellát ábrázoló a régészeti múzeumban láthatók. A kiásott negyedet a 7. századig még lakták, utána a lakók a biztonságosabb Girgenti-dombra költöztek át.

## Akropolisz
Az antik város akropolisza a várostól északra, az Athéné-sziklán terült el és a Girgenti-dombon, mely utóbbi nyugaton csatlakozott hozzá. Polübiosz arról tudósít, hogy az akropolisz csúcsán temenosz volt két templommal, egyiküket Zeusz másikukat Pallasz Athénének szentelték.
A Zeusz-templom kortárs tudósítók szerint már Kr. e. a 6. században épült, így Akragasz legidősebb temploma. Maradványait a Girgenti-domb legmagasabb pontján a mai San Gerlando-dóm körül gyanítják. Nincs azonban régészeti lelet, mely ezt a feltételezést megerősíthetné.

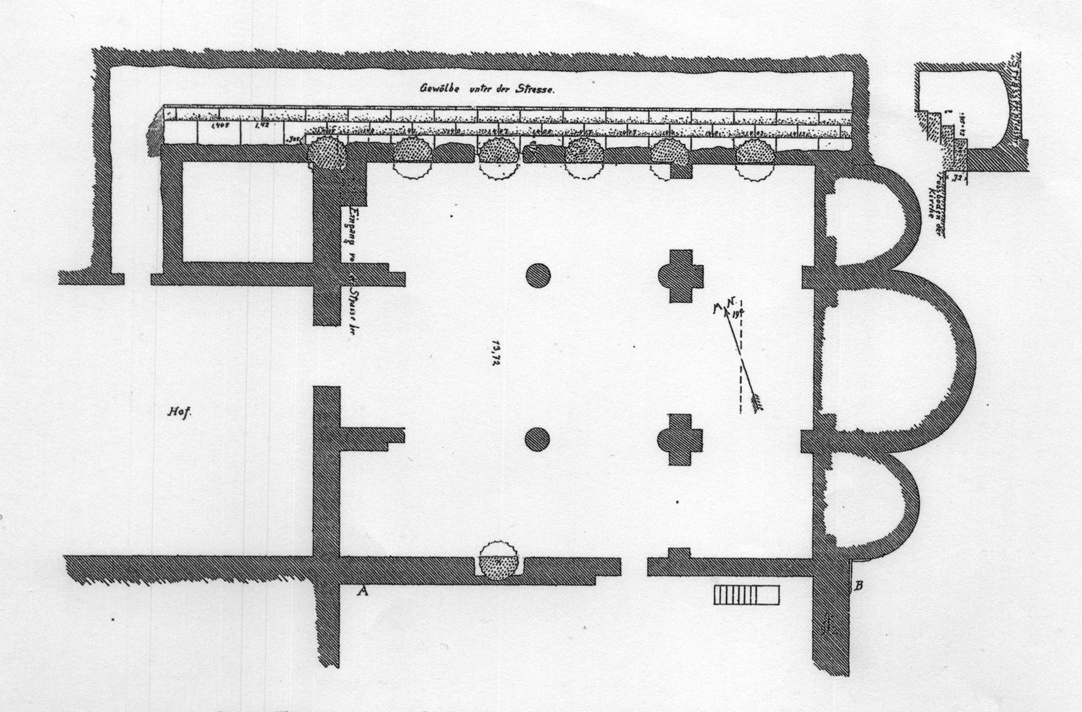
S. Maria dei Greci, alaprajz (Robert Koldewey alkotása)

 Az Athéné-templomot Kr. e. 480–460 körül építették dór stílusú peripteroszként. Feltehetően ennek a templomnak a maradványain épült fel már a bizánci időkben egy újabb templom. A mai Santa Maria dei Greci-templomot 1200 körül építették fel. A kiásott 20 méter hosszú krepidóma részei és az Athéné-templom északi oldalából való hat dór oszlop csonkja a templom alatt láthatók (lásd az alaprajzot). A cellának eddig nem találták meg a nyomait. 

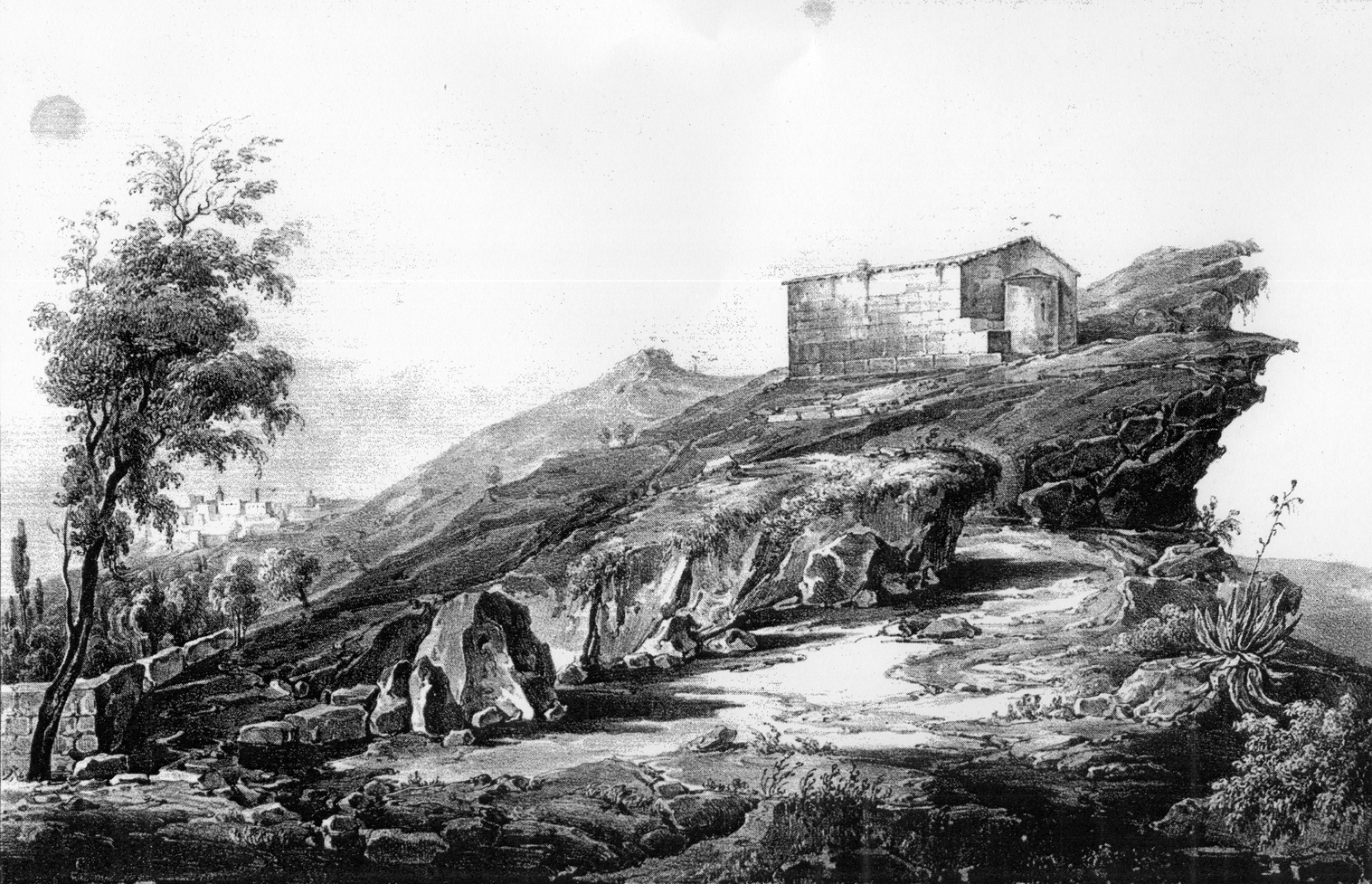
A San Biagio (az egykori Démétér-templom), Serradifalco rézkarca

Az Athéné-szikla (Rupe Atenea) keleti végén állt a Démétér-templom. Kr. e. 480–470 körül dór in antis templomként emelték. Megmaradt belőle az alap és a cella falainak egy része. Erre az alapra és a falak maradványainak felhasználásával építették fel a középkori San Biagio-templomot. Eközben az orientációját megfordították. Így az apszis az eredeti pronaosz falai közt áll (lásd az alaprajzot). Kerek oltárok és szenteknek felajánlott képek, melyeket a templom közelében találtak, a föld-istennőre Démétérre utalnak. Az ugyancsak itt megtalált sok olajmécses éjszakai istentiszteletekre enged következtetni.
A Démétér-templom alatt Démétér szikla-szentélye található. Az Athéné-szikla falában három barlang található, egy és ugyanaz a forrás látja el őket vízzel. Ez utóbbit több egymással összekötött medencében gyűjtötték össze. A barlangba négyszögletes épületen keresztül juthatunk el, amelyben a vizet is gyűjtik és azután az alatta lévő kádakba vezetik. Feltételezések szerint a barlangok már a szikánok számára is, akik a görög betelepedések előtt laktak itt, kultikus helyként szolgáltak.

## További épületek

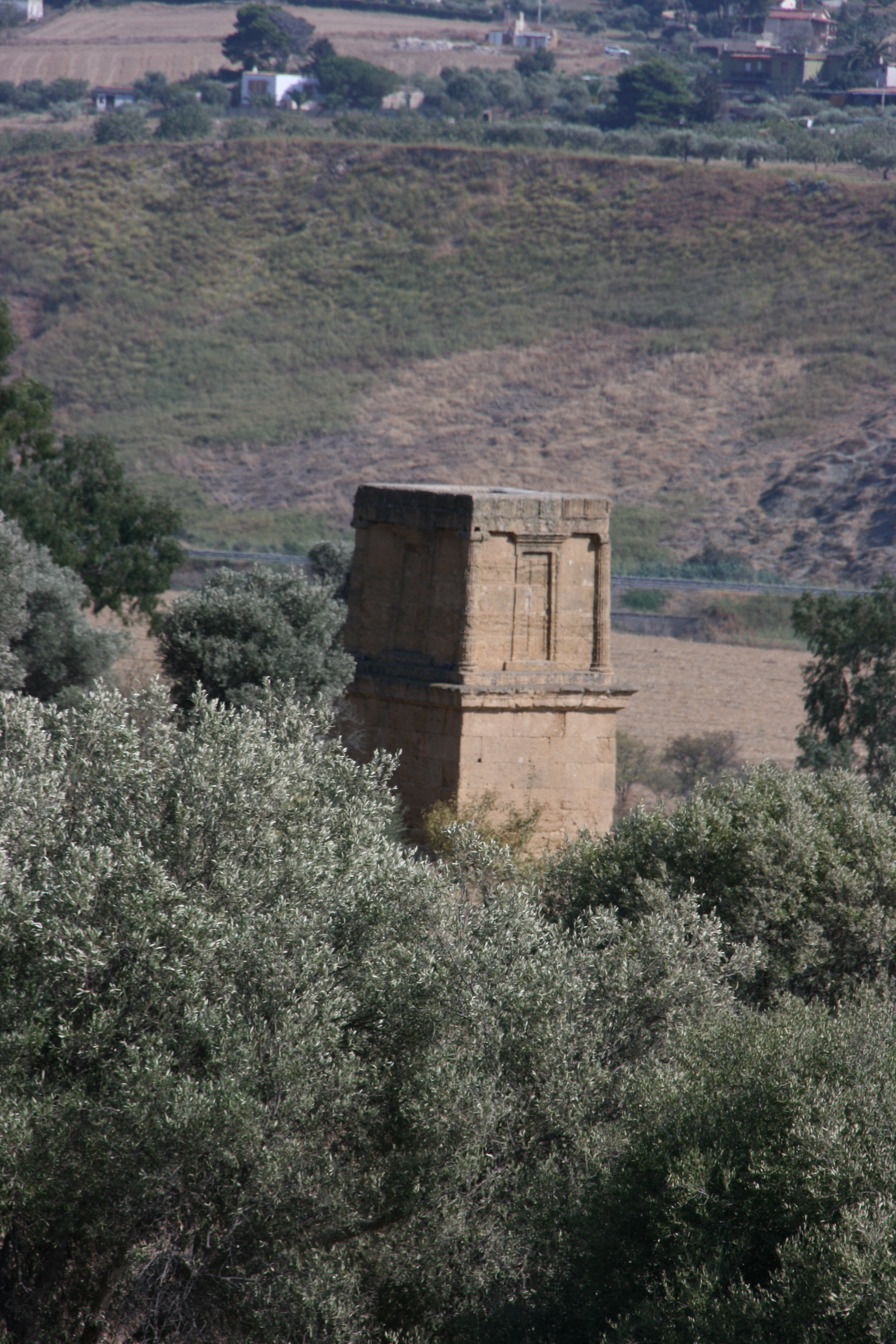
Teron sírja

A templomok dombja (Collina dei Templi) folytatódik a Kolümbétra-kert völgyének másik oldalán lévő dombbal. Ezen található a Héphaisztosz-templom. Ez még az antik város falain belül van, de nem sorolják a többi templom közé. Héphaisztosz templomának bejárata a Villaseta városrészbe vezető úton található, Teron sírjától mintegy 1 km-re, nyugatra. A templomtól nagyon szép kilátás nyílik a templomok dombján sorakozó templomokra. A Héphaisztosz-templom Akragasz klasszikus templomai közt a legfiatalabb. Körülbelül Kr. e. 430-ban dór peripteroszként négylépcsős alépítményre épült. A cellát sokkal kisebb archaikus megaronra építették fel. A Héphaisztosz-templomból ma már csak két oszlop-maradvány áll. Mivel ezeken a bordázat csak részleges, ezért feltételezhető, hogy a templom építése félbeszakadt, amikor a karthágóiak Kr. e. 406-ban lerombolták.
A IV-es kapu (Porta Aurea) előtt, az antik városon kívül nagy hellén-római nekropolisz van. Ez a „Necropoli Giambertoni“ nevet kapta. A sírok itt többnyire egyszerűek, vagy pedig földbe süllyesztett szarkofágok, de akad monumentális épület is köztük. Közvetlenül a IV-es kapun kívül van Teron sírja. Tévedésből tekintik ezt Teron nyughelyének, ennek alapja Diodórosz Szikulosz leírása a türannosz ma már nem létező síremlékéről. A ma is álló építmény azonban sokkal későbbi időkből való. Kr. e. 75–70 körül épült és gyaníthatóan heroon volt, vagyis egy kiemelkedő polgár emlékét szolgáló épület. Dór párkánnyal díszített négyszögletes alapon áll, amelyre ház formájú felépítmény került. A falakon vakajtók vannak és a sarkokon ión oszlopok dór stílusú kőgerendázatot tartanak.

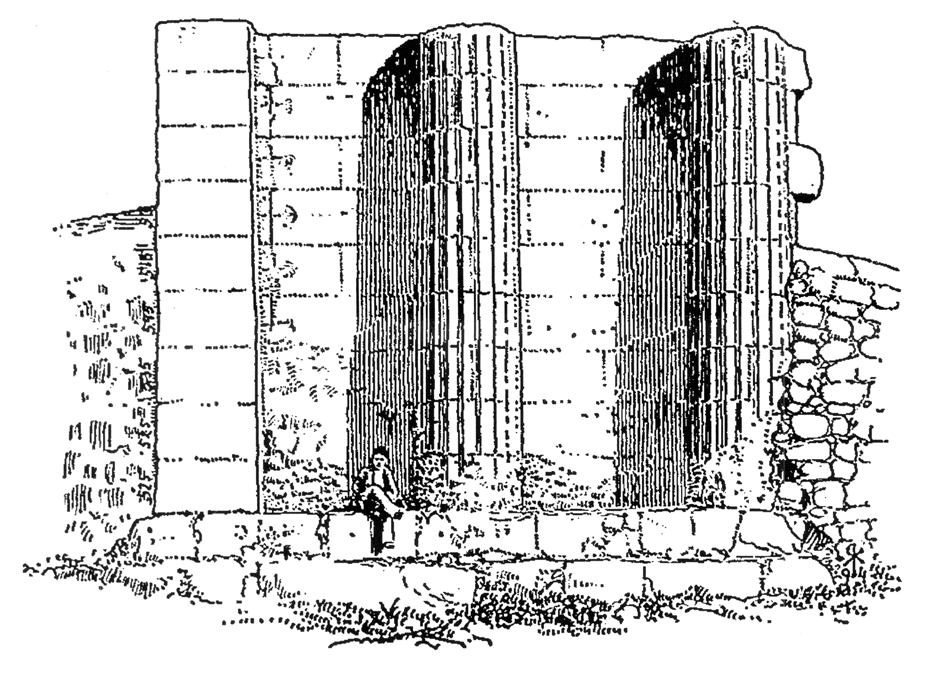
Aszklépiosz-templom, Robert Koldewey rajza

A városon kívül, még távolabb található az Aszklépiosz-templom. Ezt is Cicerótól tudjuk, aki tudósított az itt lévő Apollónnak, Aszklépiosz apjának szobráról, amit Verres ellopott. A templom formája szerint in antis pszeudo-opiszthodomosszal, mely körülbelül kétszer olyan hosszú, mint a szélessége. Az pronaoszt (előcsarnok) az előre ugró oldalfalak (anték) közt két oszlop képezi, miközben a hátsó csarnokot (opiszthodomosz) csak féloszlopok és pilaszter imitálja a hátsó falon. Újabb ásatások a templom környezetében tipikus épületkomplexumot tártak fel portikusszal, ciszternával és 28 betegszobával.
A Héra-templomtól keletre a plató lábánál található egy kora keresztény basilicula (kis bazilika, kápolna), méretei 10,45 × 6,80 m. Feltételezik, hogy Nagy Konstantin császár hatalma idején mártírok emlékműveként emelték. Ma csak az alap és az alapfalak állnak. A földön két trapéz formájú sírt találunk, bennük Terra sigillata-maradványok és egy római szarkofág töredékeit találták.

## Egyéb építmények

### Hipogeumok
A hipogeumok (a görög úposz, alatt és géosz, föld szavak összetételéből) Agrigento olyan mesterséges üregei és alagútjai, amiket a különböző korokban, ugyanabba a sziklába vájtak, amelyből a város történelmi emlékeit és központja jó részét is építették. Feladatuk a föld alatti vizek összegyűjtése és elvezetése volt, egyes kutatók szerint még katonai-védelmi célokra is használták őket. Ez megcáfolja azt a feltételezést, hogy ez a régészeti lelőhely nekropolisz funkciót is betöltött volna, ugyanis itt amellett, hogy nincsenek boltívek és sírok, a Szicília e vidékén élt civilizációk (szikán, görög, római, arab és normann) nem temetkeztek a városok alá.

### Története
A rabszolgák többsége, akik Himérát építették, közhasznú munkát is végzett. Nemcsak a nagy templomok számára vágták a követ, hanem egyúttal a város elfolyó vizeinek elvezetésére szolgáló csatornákat is kialakították. Ez a hatalmas munka nagyobb figyelmet érdemel, szemben a csekély megbecsüléssel, amely övezte. A műveleteket irányító Feádiszról kapták nevüket e csatornák is. A Kolümbétra (úszó) nevű, 1300 m kerületű, 15 m mély medence is ekkor épült a szökőkutak és a patakok vizének összegyűjtésére, a lakomák számára pedig halat tenyésztettek benne. Hattyúk és más szárnyasok népesítették be a felszínét. Gondozás híján később az egész tó betemetődött, helyén mezőgazdasági termelés folyik.
Az agrigentói hipogeumok létezése első forrásának Diodórosz Szikulosz szicíliai történész tekinthető. Egyetemes történelmi művében, a Bibliothékében, pontosabban annak XI. és XIII. (Kr. e. 1. század) kötetében, sok hasznos korszakolási adat található e régészeti lelőhelyekről. Az Agürion (ma Enna) beli történész, hírei szerint Kr. e. 480 körül Agrigento városa (az időszak görög gyarmata nevén Akragasz) egy Feádisz állandósult nevű építész irányítása alatt földalatti folyosórendszert építtetett. A földmunkákat a nagyszámú karthágói rabszolgával végeztették, akiket a híres első himérai csata során Himérában ejtett a győztes, a Teron zsarnok által uralt Akragasz és a Gelon-vezette Szürakuszai.

### A jelenlegi helyzet
A hipogeumok teljes hossza kb. 17 km. Ezek a számos földcsuszamlás és a lakónegyed terjeszkedése miatt egyre kevésbé tanulmányozhatók.
A lejtőkön végzett erdőirtások, valamint a modern vízvezetékek és csatornázás építése miatt az alagutak állaga nem jó, a terület pedig még mindig gazdag átfolyó vizekben.
Az alagúthálózat elhelyezkedését, a földcsuszamlások irányát és a talajstabilitási problémákat tekintve feltehető, hogy az 1966-os agrigentói földcsuszamlás a hipogeumok egy részét képező üregek beomlását is okozta.

## Fordítás
Ez a szócikk részben vagy egészben  az   Archäologische Stätten von Agrigent című német Wikipédia-szócikk ezen változatának fordításán alapul.  Az eredeti cikk szerkesztőit annak laptörténete sorolja fel. Ez a jelzés csupán a megfogalmazás eredetét és a szerzői jogokat jelzi, nem szolgál a cikkben szereplő információk forrásmegjelöléseként.

## A hipogeumok bibliográfiája
- Calogero Miccichè, Gli Ipogei Agrigentini, tra archeologia, storia e mitologia, 1996
- I.P.S.C.T Nicolò Gallo e S.M.S Luigi Pirandello, Testimonianze Akragantine – Gli Ipogei, 2000